# گرلز جنریشن
گرلز جنریشن (به کره‌ای: 소녀시대) (آوایی: سونیوشیده)؛ (به انگلیسی: Girls' Generation) که به اس‌ان‌اس‌دی نیز معروف است، یک گروه دخترانه اهل کره جنوبی است. این گروه توسط اس. ام. اینترتینمنت پایه‌گذاری شده و دارای هشت عضو به نام‌های ته‌یان، سانی، تیفانی، هیویان، یوری، سویونگ، یونآ و سوهیان است. در ابتدا و در سال ۲۰۰۷، گرلز جنریشن با نه عضو به عرصهٔ موسیقی وارد شد اما در سپتامبر ۲۰۱۴ بود که نهمین عضو گروه یعنی جسیکا، از گروه جدا شد. به عنوان یکی از برجسته‌ترین شخصیت‌های «موج کره‌ای» و یکی از محبوب‌ترین شخصیت‌های «کی-پاپ» در سطح بین‌المللی، گرلز جنریشن تعداد بی‌شماری جایزه و عنوان‌های افتخاری از جمله «خوانندگان ملی» و «گروه دخترانهٔ ملی» کسب کرده است. این گروه اولین گروه دختر کی-پاپ است که بیش از یک میلیون نسخه از یک آلبوم را به فروش رسانده‌اند. همچنین اولین گروه کی-پاپ که در شوهای آمریکایی حضور یافت و آلبوم خود را در آنجا تبلیغ کرد.
گرلز جنریشن کار خود را با تک آهنگ «به سوی دنیای جدید» آغاز کرد. اولین آلبوم آن‌ها گرلز جنریشن بود. با اینکه این آلبوم مقداری مورد توجه قرار گرفت اما موفقیت اصلی این گروه در سال ۲۰۰۹ و با تک‌آهنگ «وای» بود؛ آن‌ها توانستند با این تک‌آهنگ رکورد صدر نشینی در جدول بانک موسیقی را با ۹ هفتهٔ متوالی از آن خود کنند. همچنین تک‌آهنگ «وای!» از سوی ملون محبوب‌ترین ترانهٔ دههٔ ۲۰۰۰ کره جنوبی نام گرفت. گرلز جنریشن بعدها و در میانهٔ ۲۰۰۹ و اوایل ۲۰۱۰، محبوبیت خود را با تک‌آهنگ‌های «آرزوتو بهم بگو»، «اوه!» و «فرار کن شیطان، فرار کن» استحکام بخشید. دومین آلبوم استودیویی گروه که اوه! نام داشت، توانست جایزهٔ «هنرمند سال» از جشنوارهٔ گلدن دیسک سال ۲۰۱۰ را از آن خود کند و گرلز جنریشن را به تنها هنرمند زنی تبدیل کند که تا کنون این جایزه را بدست می‌آورد. در اواسط سال ۲۰۱۰، گرلز جنریشن قراردادی با کمپانی ای‌ام‌آی رکوردز ژاپن به منظور سرمایه‌گذاری در صنعت موسیقی ژاپن امضا کرد. اولین آلبوم آن‌ها در ژاپن به نام گرلز جنریشن توانست به رتبهٔ نخست جدول آلبوم‌های اوریکون دست پیدا کند و اولین گروه دخترانهٔ غیر ژاپنی باشد که آلبومش گواهی فروش بیش از یک میلیون نسخه را از انجمن صنعت ضبط ژاپن دریافت می‌کند.
سومین آلبوم کره ای گروه به نام پسران» در اکتبر ۲۰۱۱ منتشر شد و تبدیل به پرفروش‌ترین آلبوم همان سال در کره، با فروش بیش از ۳۸۰ هزار نسخه شد. یک نسخهٔ انگلیسی از تک‌آهنگ «پسران» به منظور توسعهٔ بازارکار گروه، توسط کمپانی اینتراسکوپ رکوردز منتشر شد. چهارمین آلبوم استودیویی گروه به نام من یه پسر تور کردم به همراه تک‌آهنگ «من یه پسر تور کردم» بیشترین توجه را از طرف رسانه‌های غربی دریافت کرد و در نتیجهٔ آن گرلز جنریشن جایزهٔ بهترین موزیک ویدیوی سال ۲۰۱۳ را از مراسم جوایز یوتیوب دریافت کرد. پنجمین آلبوم استودیویی گروه به نام شیردل در سال ۲۰۱۵ و ششمین آلبوم به نام شب تعطیلات در سال ۲۰۱۷ منتشر گردید. به‌دنبال وقفه‌ای پنج‌ساله برای تمرکز بر حرفهٔ انفرادی اعضا، آن‌ها با هفتمین آلبوم استودیویی کره‌ای خود، برای همیشه ۱ (۲۰۲۲) بازگشتند.
گرلز جنریشن تا سال ۲۰۱۲ بیش از ۴٫۴ میلیون نسخه آلبوم و ۳۰ میلیون تک‌آهنگ دیجیتال فروخت و اولین گروه دخترانهٔ آسیایی است که موفق به داشتن هفت موزیک ویدیو با بازدید بیش از ۱۰۰ میلیون بار در یوتیوب شده است که این موزیک ویدیوها شامل «وای»، «من یه پسر تور کردم»، «پسران»، «آقای تاکسی»، «اوه!»، «فرار کن شیطان، فرار کن»، «شیردل» هستند. در سال ۲۰۱۷، بیلبورد، گرلز جنریشن را به عنوان «گروه دخترانهٔ کره‌ای برتر دهه» معرفی کرد. علاوه بر این، گرلز جنریشن اولین گروه دخترانهٔ غیر ژاپنی‌ست که توانسته سه آلبوم از آلبوم‌های خود را به جایگاه اول در جدول آلبوم‌های اوریکون برساند و سه تور کنسرت ژاپنی آن‌ها موفق به جذبِ تعدادِ رکوردشکنِ ۵۵۰ هزار نفر تماشاچی شد. در فوریه ۲۰۲۰، با فروش بیش از صد میلیون نسخه فیزیکی و دیجیتال، گرلز جنریشن تبدیل به دومین گروه دخترانه پرفروش در تاریخ موسیقی شد.

## نام

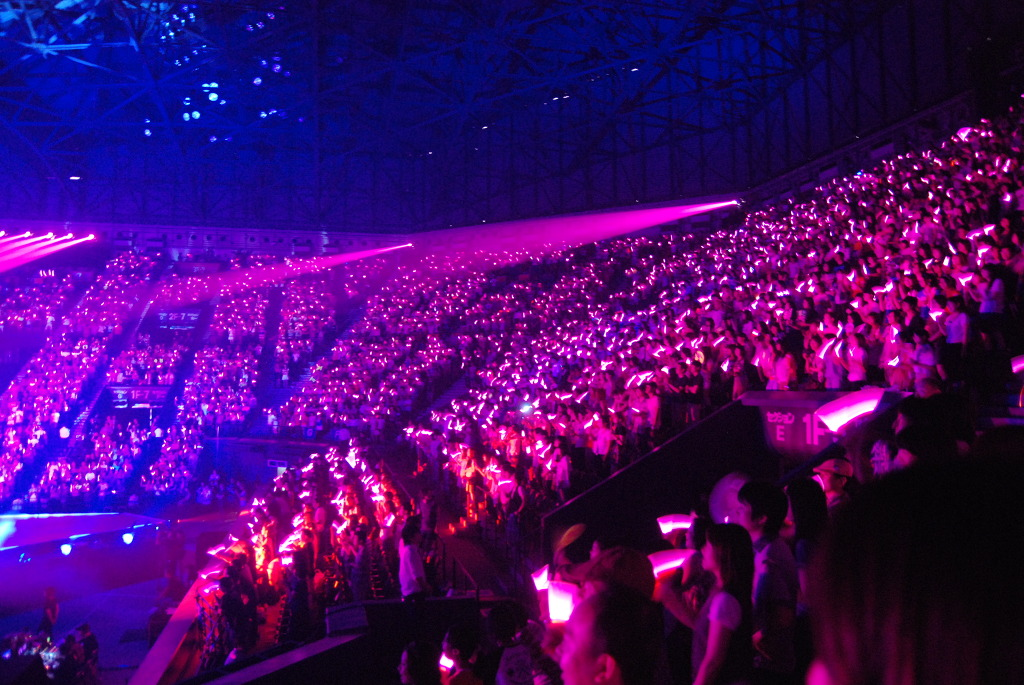
طرفداران گرلز جنریشن در کنسرت این گروه که به «اقیانوس صورتی» معروف هستند.

نام کره‌ای بومی این گروه «소녀시대» و نام بین‌المللی آن‌ها «Girls' Generation» است؛ آن‌ها همچنین به نام‌های «Soshi» که مخفف نام کره‌ایشان و «GG» که مخفف نام انگلیسی‌شان است، نیز شناخته می‌شوند. گرلز جنریشن در زبان فارسی به معنای «نسل دختران» است. «نسل دختران» این مفهوم را می‌رساند که «عصر فرمانروایی دختران فرا رسیده است.»
در ژاپن، گروه به عنوان «少女 時代» (آوایی: Shōjo Jidai) شناخته شده است. آن‌ها در کشورهای چینی زبان به عنوان «少女 时代» (آوایی: Shàonǚ Shídài) شناخته شده‌اند.

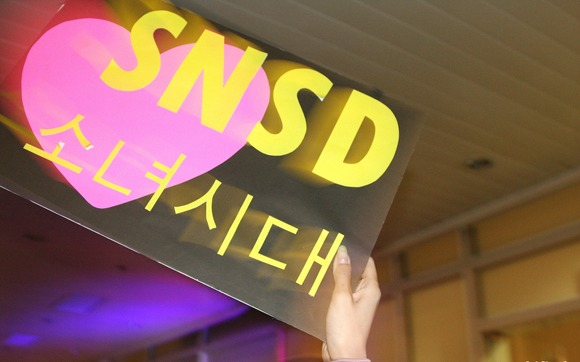
طرفداران گرلز جنریشن

طرفداران گروه این را سوآن (소원)(تلفظ:So-Won) می‌نامند که در کره‌ای به معنای «آرزو» می‌باشد. این کلمه از آهنگ «آرزوتو بهم بگو» ی گروه گرفته شده است. همچنین این کلمه در انگلیسی تلفظی شبیه به کلمهٔ So One به معنای «یکی و متحد» دارد. رنگ رسمی این گروه و طرفدارانشان صورتی رز پاستیلی   است.

## تاریخچه

### ۰۸–۲۰۰۰: تشکیل و آغاز به کار
قبل از آغاز به کارِ گروه گرلز جنریشن، بعضی از اعضا به عنوان‌های دیگری وارد صنعت سرگرمی شده بودند. یونآ قبل از تبدیل شدن به یکی از خوانندگان گروه گرلز جنریشن، در حدود ۲۰۰ آزمون انتخابیِ فیلم‌های سینمایی، سریال و موزیک ویدیوها شرکت کرده بود. دیگر عضو گروه که قبل از پیوستن به گرلز جنریشن هم در صنعت موسیقی فعال حضور داشت، سویانگ بود. او در ژاپن عضو یک گروه دونفره به اسم Route θ بود اما این گروه یک سال بعد از آغاز فعالیت، یعنی در ۲۰۰۲ از هم فروپاشید.
اولین عضو گروه که به سیستم آموزشی اس.ام. وارد شد، جسیکا بود. وقتی در سال ۲۰۰۰ همراه با خواهرش کریستال - عضو گروه اف(اکس) از اس. ام. اینترتینمنت - در حال خرید بودند، توسط استعدادیابان کمپانی شناسایی شدند. در همان سال سویانگ و هیویئون در آزمون آزاد این کمپانی انتخاب شدند؛ در این آزمون هیویئون استعداد رقصش را به نمایش گذاشت. یوری، عضو دیگر گرلز جنریشن، پس از دستیابی به مقام دوم در مسابقهٔ رقصندهٔ جوان کمپانی در سال ۲۰۰۱، وارد سیستم آموزشی کمپانی شد. در سال ۲۰۰۲، یونآ در آزمون آزاد یکشنبه‌های اس.ام. شرکت کرد و آهنگ‌هایی از بوآ و بریتنی اسپیرز را خواند و بعد از انتخاب شدن، وارد سیستم تعلیماتی اس.ام. شد. سئوهیون جوان‌ترین عضو گروه نیز در مترو توسط یکی از استعدادیابان کمپانی کشف شد و بعدها در ۲۰۰۳ با خواندن شعرهای کودکانه آزمون داد و پذیرفته شد.

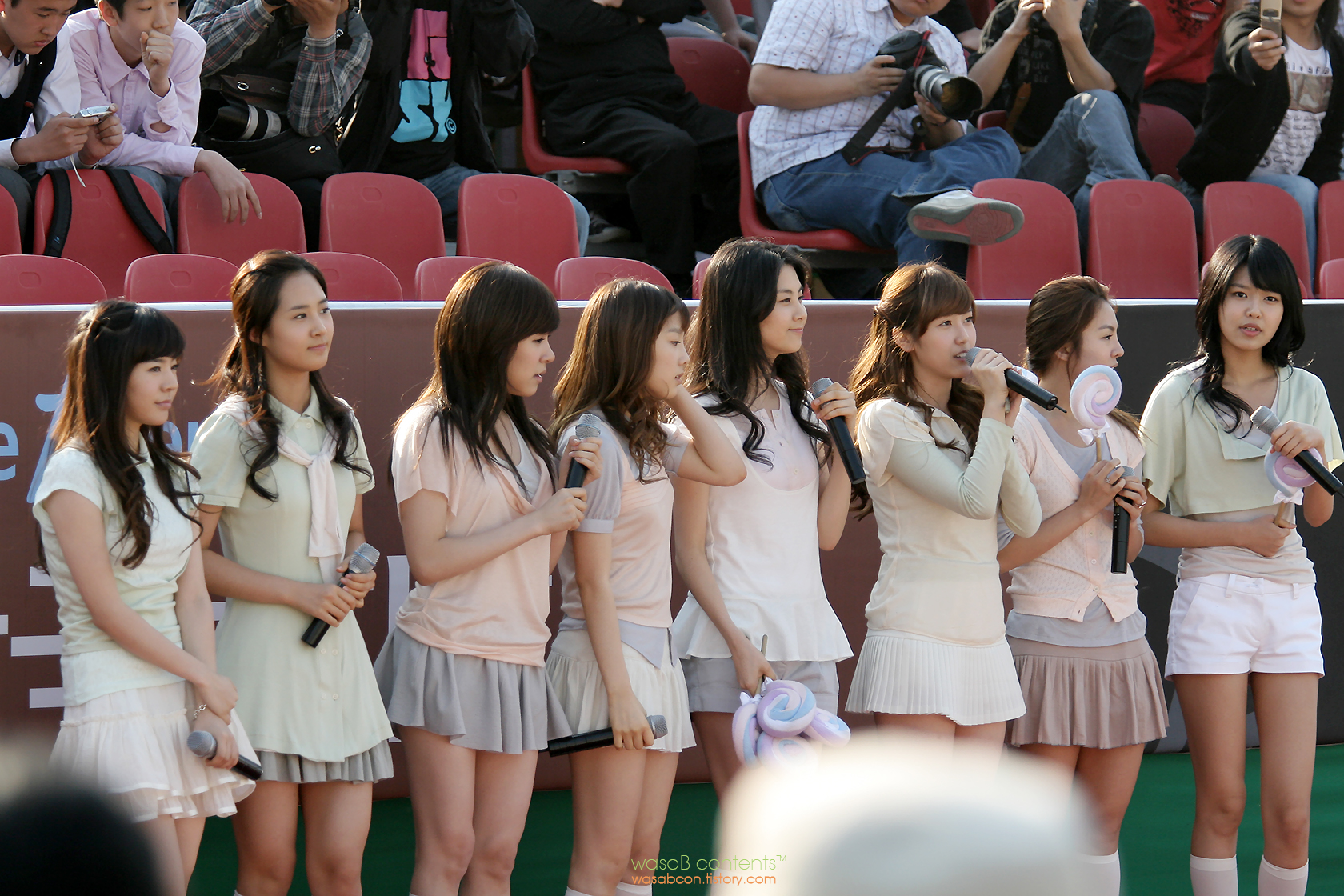
گرلز جنریشن در مسابقات والیبال ساحلی سال ۲۰۰۸

رهبر گروه، ته‌یئون نیز بعد از اول شدن در مسابقهٔ «خوانندهٔ جوان اس.ام.» در سال ۲۰۰۴، وارد سیستم آموزشی شد. در همان سال، تیفانی در آزمون استارلایت در لس آنجلس شرکت کرد و پذیرفته شد.
آخرین عضو که به گروه اضافه شد سانی بود. او که از سال ۱۹۹۸ به مدت پنج سال در اس.ام. کارآموز بود، به کمپانی «استارورلد» پیوست و در حال آموزش برای تشکیل یک گروه دو نفره به نام «شیرین» بود. در سال ۲۰۰۷ و به توصیهٔ خوانندهٔ کره‌ای-ژاپنی «آیکونی‌کیو»، او به اس.ام. بازگشت و عضوی از گرلز جنریشن شد.
در ژوئیه ۲۰۰۷، دخترها اولین اجرای زندهٔ خود را در صحنهٔ «مدرسهٔ راک» شبکهٔ ام‌نت تجربه کردند. آن‌ها در این برنامه تک‌آهنگ خود به نام «به سوی دنیای جدید» را اجرا کردند. در ۵ اوت ۲۰۰۷ گرلز جنریشن به صورت رسمی آغاز به کار کرد و دوباره تک‌آهنگ «به سوی دنیای جدید» را ولی این‌بار دربرنامهٔ اینکی‌گایو از شبکهٔ اس‌بی‌اس اجرا کردند. در نوامبر همان سال، گرلز جنریشن اولین آلبوم خود به نام «گرلز جنریشن» را منتشر کردند. تک‌آهنگ‌های اصلی این آلبوم، «عصر دختران» و «بوسیدن تو» بود. لازم است ذکر شود که آهنگ «عصر دختران» بازخوانی آهنگی به همین نام از لی سئونگ‌چئول بود که برای اولین بار در سال ۱۹۸۹ اجرا شد. این آلبوم در سال ۲۰۰۷ با فروش بیش از ۵۶هزار نسخه، دوازدهمین آلبوم پرفروش سال ۲۰۰۷ شد. تا سال ۲۰۰۹ از این آلبوم در کشور کره بیش از ۱۲۰هزار نسخه فروش رفت. در مارس ۲۰۰۸، آلبوم «گرلز جنریشن» بار دیگر و این‌بار با نام «بیبی‌بیبی» منتشر شد. تک‌آهنگ اصلی این آلبوم نیز با همین نام و در ۱۷ مارس در فضای دیجیتال منتشر شد. این آلبوم کوتاه با فروش بیش از ۵۰هزار نسخه در کمتر از یک هفته توانست رکورد دیگری را برای گرلز جنریشن ثبت کند.

### ۱۰–۲۰۰۹: موفقیت غیرمنتظره و آغاز به کار در ژاپن

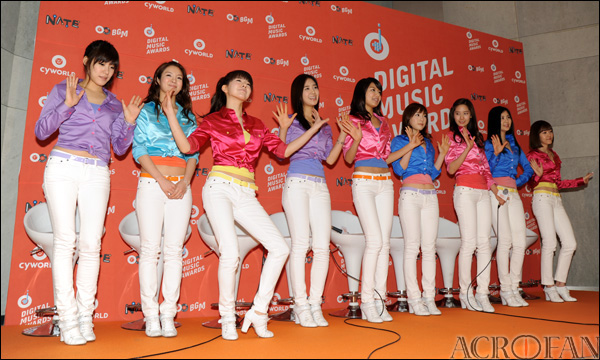
گروه در سی‌ویکمین جشنوارهٔ موسیقی سای‌ورلد در سال ۲۰۰۹

با اینکه گرلز جنریشن در سال ۲۰۰۷ مورد توجه قرار گرفت اما در سال ۲۰۰۹ بود که به موفقیت و محبوبیتی طوفانی دست پیدا کرد. در ۷ ژانویه بود که گروه اولین آلبوم چندآهنگه خود به نام «وای» را منتشر کرد؛ آلبومی که تا کنون بیش از ۱۰۰هزار نسخه در کره فروخته است. تک‌آهنگ «وای!» پس از یک هفته انتشار، توانست رتبهٔ نخست در برنامهٔ بانک موسیقی را ازآن خود کند. این تک‌آهنگ ۹ هفتهٔ متوالی در همین رتبه ماند و رکوردی را برای خود ثبت کرد؛ تا اینکه بعدها و در سال ۲۰۱۲، این رکورد توسط آهنگ گانگنام استایل از سای شکسته شد؛ سای ۱۰ هفته در این رتبه ماند. تک‌آهنگ «وای» پرفروش‌ترین تک‌آهنگ سال ۲۰۰۹ شد. دومین آلبوم چندآهنگه گرلز جنریشن به نام «آرزوتو بهم بگو» و تک‌آهنگ اصلی آن در ژوئن ۲۰۰۹ منتشر شد. این آلبوم کوتاه توانست رکورد پرفروش‌ترین آلبوم را با فروش بیش از ۵۰هزار نسخه در کمتر از یک هفته بشکند
و در جدول موسیقی تایلندی جی-میوزیک رتبهٔ هشتم را بدست آورد. در نوامبر ۲۰۰۹، اس. ام. اینترتینمنت اعلام کرد که اولین تور کنسرت گروه را برگزار خواهد کرد. نام این تور به سوی دنیای جدید بود و بلیط‌های کنسرت‌هایی که در کره برگزار می‌شد، در کمتر از سه دقیقه فروش رفت. این تور در دسامبر ۲۰۰۹ از شهر «سئول» (کره‌جنوبی)، در آوریل ۲۰۱۰ از «شانگهای» (چین) و در اکتبر ۲۰۱۰ از «تایپه» (تایوان) دیدن کرد.

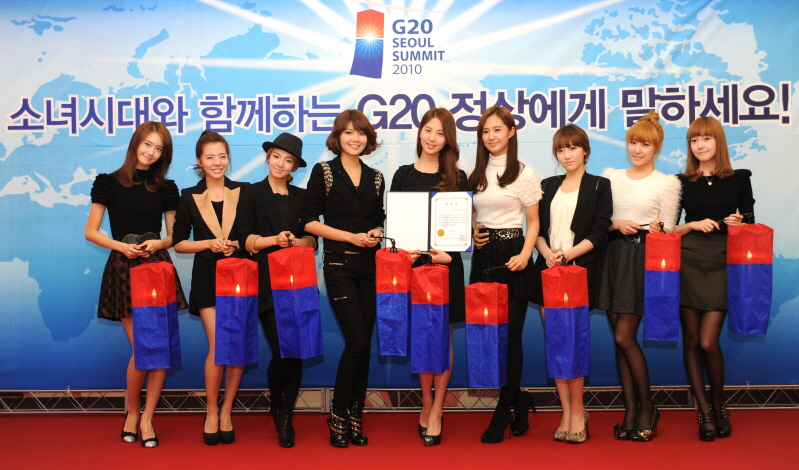
گرلز جنریشن در سال ۲۰۱۰

دومین آلبوم استدیویی گرلز جنریشن به نام «اوه!» در ژانویهٔ ۲۰۱۰ منتشر شد؛ این آلبوم به صدر جدول آلبوم گائون رسید و تا سال ۲۰۱۴ بیش از ۲۳۴هزار نسخه آلبوم فروخت. همچنین تک‌آهنگ اصلی این آلبوم به رتبهٔ نخست جدول گائون رسید و با فروش بیش از ۳٫۳ میلیون نسخه، دومین پرفروشترین تک‌آهنگ سال ۲۰۱۰ شد. آلبوم «اوه!» بار دیگر و تحت عنوان «فرار کن شیطان، فرار کن» در مارس همان سال منتشر شد و بار دیگر رتبه‌های نخست در جدول‌های موسیقایی را ازآن خود کرد. تک‌آهنگ اصلی آلبوم نیز به موفقیت‌های مشابه دست پیدا کرد. هر دو آلبوم «اوه!» و «فرار کن شیطان، فرار کن!» موفقیت‌های عظیم تجاری برای گرلز جنریشن بودند؛ این دو آلبوم به ترتیب دومین و چهارمین آلبوم پرفروش سال ۲۰۱۰ هستند.
در میانهٔ سال ۲۰۱۰، گرلز جنریشن با کمپانی نایوتاویو رکوردز که اکنون به نام ای‌ام‌آی رکوردز ژاپن شناخته می‌شود، قرارداد امضا کرد و دامنهٔ فعالیت‌های خود را تا ژاپن گسترش داد. اولین دی‌وی‌دی منتشر شده از گروه در ژاپن شروع جدید گرلز جنریشن نام داشت که شامل ۷ موزیک ویدیو از این گروه به همراه یک نسخه فیلم ضبط‌شدهٔ اضافی بود. این آلبوم در جایگاه چهارم جدول دی‌وی‌دی اوریکون قرار گرفت. با این اتفاق، گرلز جنریشن اولین گروه دخترانهٔ غیر ژاپنی بود که به پنج دی‌وی‌دی برتر اوریکون راه پیدا کرد. این دی‌وی‌دی بیش از ۶۰هزار نسخه فروخت و گواهی طلایی را از انجمن صنعت ضبط ژاپن دریافت کرد. در سپتامبر ۲۰۱۰، گرلز جنریشن نسخه ژاپنی «آرزتو بهم بگو» را به عنوان اولین نسخهٔ خود در ژاپن منتشر کرد. این آهنگ در رتبه چهارم در نمودار تک‌آهنگ‌های اوریکون ژاپن به ثبت رسید و گواهی را برای فروش دیجیتال بیش از ۲۵۰٬۰۰۰ نسخه از RIAJ دریافت کرد. ماه بعد، این گروه دومین آهنگ ژاپنی خود به اسم «وای» را منتشر کرد که به شماره دو در نمودار تک‌آهنگ‌های اوریکون رسید. «وای!» اولین تک‌آهنگ از یک گروه دخترانهٔ غیرژاپنی شد که از سال ۱۹۸۰ توانسته وارد سه رتبهٔ اول جدول شود. «وای» موفق‌ترین تک‌آهنگ گرلز جنریشن در ژاپن است و توانست بیش از ۲۰۷٬۰۰۰ نسخه بفروشد وبا دستیابی به گواهی فروش یک میلیونی، در دسته‌بندی شخصیت‌های میلیونی انجمن صنعت ضبط ژاپن بگیرد.
در میان فعالیت‌های ژاپنی خود، آنها همچنین در تور جهانی «شهر اس.ام. - زنده ۱۰» همراه با هم‌کمپانی‌های خود شرکت کردند که در ۲۱ اوت و در ورزشگاه المپیک جامسیل در سئول آغاز شد.

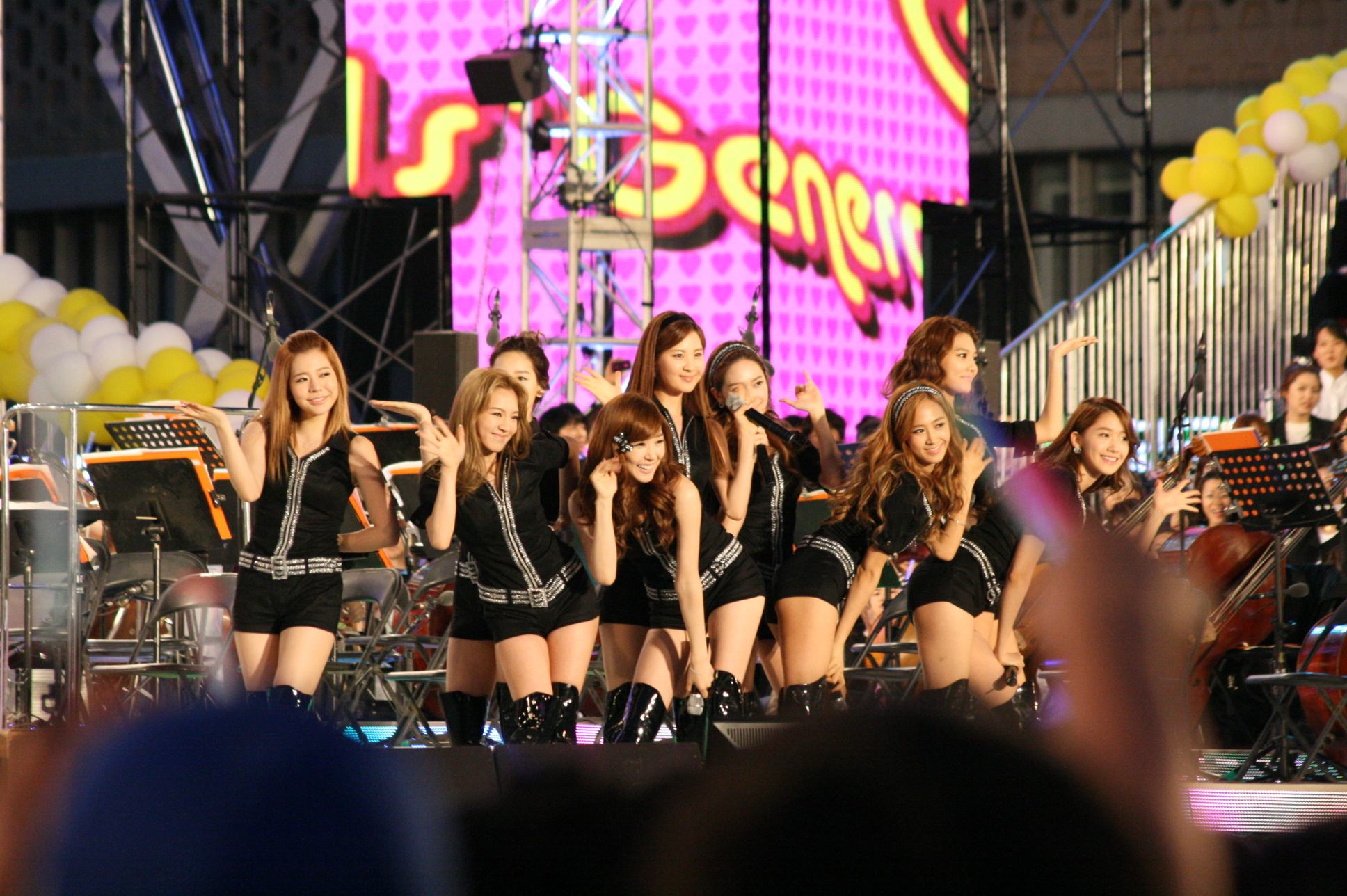
گرلز جنریشن در حال اجرای آهنگ «جیغ» در سال ۲۰۱۱

سومین آلبوم چندآهنگه کره ای گروه به نام «جیغ» در اکتبر ۲۰۱۰ منتشر شد.
این آلبوم در صدر جدول آلبوم‌های گائون و در جایگاه دوم جدول آلبوم‌های اوریکون قرار گرفت و سومین آلبوم پرفروش سال ۲۰۱۰ در کره جنوبی شد. همچنین تک‌آهنگ اصلی این آلبوم به نام «جیغ» در جایگاه اول جدول تک‌آهنگ‌های گائون قرار گرفت.
در هر دو سال ۲۰۱۰ و ۲۰۱۱، گرلز جنریشن توانست جایزهٔ هنرمند سال را در جشنواره موسیقی سئول از آن خود کند. گرلز جنریشن چهارمین هنرمند کره‌ای و اولین گروه دخترانه‌ای بود که توانست در دو سال متوالی این عنوان را به خود اختصاص دهد.

### ۱۲–۲۰۱۱: موفقیت در ژاپن، «پسران» و گسترش فعالیت بین‌المللی
گرلز جنریشن موفقیت خود د ر ژاپن را با تک‌آهنگ «آقای تاکسی» و «فرار کن شیطان، فرار کن» ادامه داد. این آهنگ‌ها که در آوریل ۲۰۱۱ منتشر شدند، توانستند در رتبه دوم جدول تک‌آهنگهای اوریکون قرار بگیرند و تا آوریل ۲۰۱۷، توسط انجمن صنعت ضبط ژاپن گواهی فروش میلیونی را دریافت کنند. بعد از انتشار سه تک‌آهنگ، اولین آلبوم ژاپنی آنها در ژوئن ۲۰۱۱ منتشر شد. برای تبلیغ این آلبوم، اولین تور خود در ژاپن را به نام اولین صحنهٔ ژاپن آغاز کرد. این تور از ۳۱ می و در اوساکا شروع شد. این آلبوم هم در صدر جدول آلبوم اوریکون قرار گرفت و گرلز جنریشن را به اولین گروه دخترانهٔ خارجی تبدیل کرد که به چنین موفقیتی دست پیدا می‌کند. در کمتر از یک ماه از انتشار این آلبوم بیش از نیم میلیون نسخه از آن فروش رفت و توانست گواهی دابل پلاتینیوم را از انجمن صنعت ضبط ژاپن دریافت کند. این آلبوم در سال‌های ۲۰۱۱ و ۲۰۱۲ به ترتیب پنجم و پانزدهمین آلبوم پرفروش ژاپن شد و در کل بیش از ۸۰۰هزار نسخه فروخت. نسخهٔ بازپخش شدهٔ آلبوم «پسران» دسامبر ۲۰۱۱ منتشر شد و در رتبهٔ پنجم جدول آلبوم اوریکون قرار گرفت. در ماه مه سال ۲۰۱۲، گرلز جنریشن توسط انجمن صنعت ضبط ژاپن گواهی یک میلیونی دریافت کرد، که نشان دهنده فروش یک میلیون نسخه آلبوم در ژاپن بود - این اولین بار بود که یک آلبوم از یک گروه دختران کره جنوبی توانسته بود چنین دستاوردی کسب کند. این آلبوم در سال ۲۰۱۲، جایزه آلبوم سال را از جشنوارهٔ ام‌تی‌وی ژاپن را دریافت کرد. به دنبال ورود موفقیت‌آمیز گروه به ژاپن، گرلز جنریشن در کنار «کارا»، به عنوان محبوب‌ترین گروه دختران کره‌ای در ژاپن به‌شمار می‌رفت.

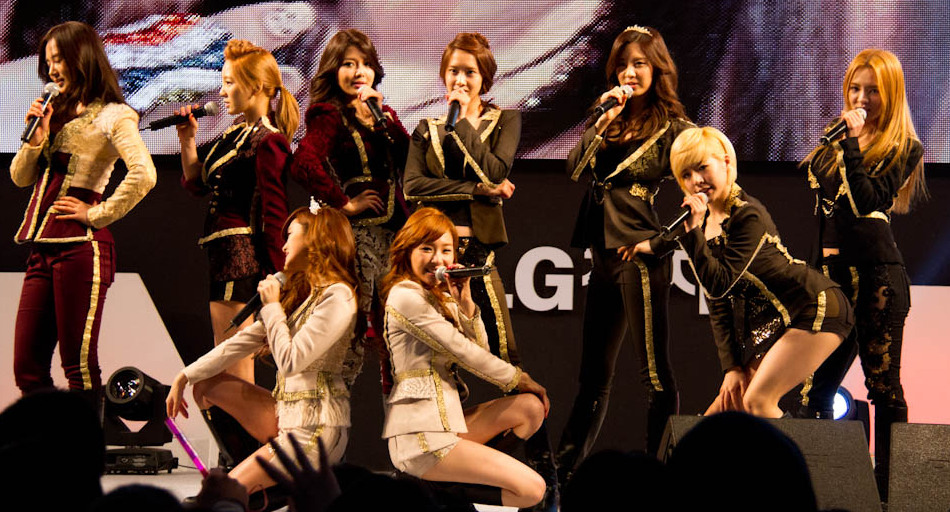
گرلز جنریشن در حال اجرای آهنگ «پسران» در سینمای سه‌بعدی ال‌جی در سال ۲۰۱۲

سومین آلبوم استودیوی کره‌ای گرلز جنریشن، «پسران» در اکتبر ۲۰۱۱ منتشر شد. این آلبوم در ایالات متحده توسط اینتراسکوپ رکوردز منتشر شد، که اولین آلبوم این گروه در آمریکا بود. برای کمک به اینکه این آلبوم با مخاطبان در سراسر جهان ارتباط برقرار کند، این گروه اولین بار در تلویزیون ایالات متحده در برنامه آخر وقت با دیوید لترمن در ۳۱ ژانویه و زنده با کلی و راین در ۱ فوریه حاضر شد و اجرا کرد. آنها همچنین در ۹ فوریه در برنامه تلویزیونی فرانسوی به نام تلویزیون لا گراند جورنال اجرا داشتند. در حالی که این آلبوم در کره جنوبی بسیار موفق بود، در ایالات متحده با اقبال روبرو نشد. در مقایسه با فروش ۴۶۰٬۹۰۰ نسخه در کره جنوبی، صدرنشینی در فهرست آلبوم گائون، تبدیل شدن به پرطرفدارترین آلبوم ۲۰۱۱ در کره جنوبی، پرفروش‌ترین آلبوم یک گروه دخترانه و دومین آلبوم پرفروش گائون از زمان راه اندازی این وبسایت در سال ۲۰۱۰، آلبوم «پسران» فقط ۲۱۰۰۰ بار در ایالات متحده دانلود دیجیتال شد. تک آهنگ «پسران» درصدر فهرست دیجیتال گائون قرار گرفت و بیش از ۳٫۰۳ میلیون نسخه در سال ۲۰۱۱ فروخت.
در ژوئن ۲۰۱۲، گرلز جنریشن چهارمین تک آهنگ ژاپنی خود، «پاپاراتزی»، را منتشر کرد که به رتبهٔ شماره دو در جدول تک‌آهنگ‌های اوریکون رسید و توسط انجمن صنعت موسیی ژاپن گواهی طلایی دریافت کرد. طبق گفته سونداسکن ژاپن، این ترانه تنها در ماه اول ۱۰۳ هزار نسخه فروخت. سه ماه بعد، این گروه پنجمین تک آهنگ ژاپنی خود به نام «اوه!» را منتشر کرد که نخستین شمارهٔ یک گروه را در جدول تک آهنگ‌های اوریکون رقم زد و گواهی طلایی دریافت کرد. گرلز جنریشن دومین آلبوم ژاپنی خود، «دختران و صلح» را در نوامبر منتشر کرد که در اولین هفتهٔ انتشار، ۱۱۶٬۹۶۳ نسخه فروخت و در جایگاه دوم جدول آلبوم‌های اوریکون قرار گرفت. این آلبوم متعاقباً توسط انجمن موسیقی ژاپن گواهی پلاتینیوم شد و چهل و یکمین آلبوم پرفروش سال ۲۰۱۲ در ژاپن با فروش ۱۴۱٬۲۵۹ نسخه شد. آلبوم پیش‌تر نیز با تک آهنگ «قدرت گل» تبلیغ شده بود.

### ۱۴–۲۰۱۲: «من یه پسر تور کردم»، شهرت جهانی و جدایی جسیکا

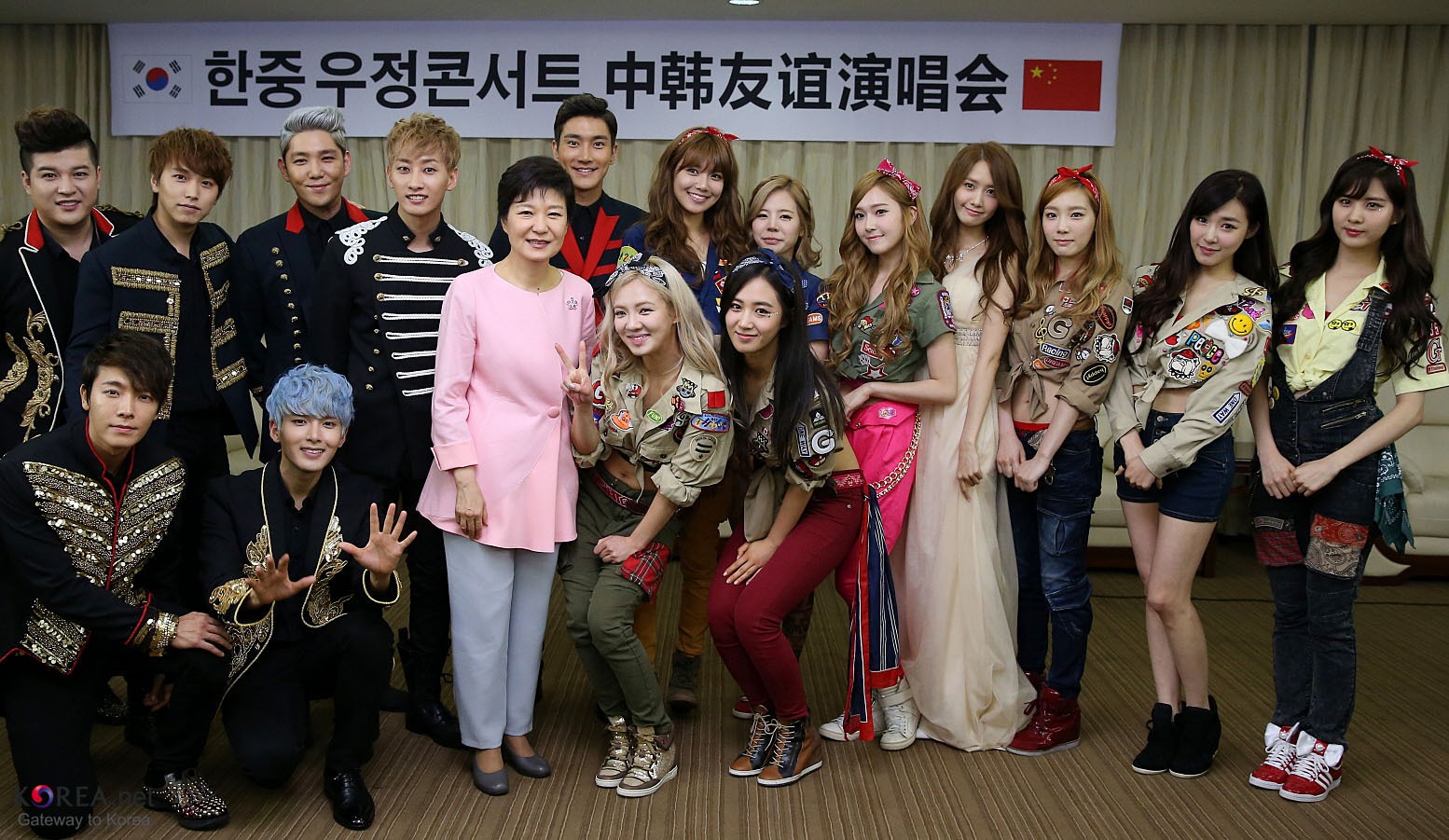
گرلز جنریشن و سوپر جونیور به همراه رئیس‌جمهور وقت کره پارک گون‌هه در سال ۲۰۱۳

در دسامبر ۲۰۱۲، گرلز جنریشن تک آهنگ «ملکهٔ رقص» - که بازخوانی آهنگ رحمت از خوانندهٔ بریتانیایی دافی بود، را منتشر کرد. این ترانه به عنوان آهنگ سرگروه چهارمین آلبوم گروه معرفی شد. در روز سال نو ۲۰۱۳، این گروه چهارمین آلبوم استودیوی کره ای خود را با عنوان «من یه پسر تور کردم» منتشر کرد. در همان روز، گروه برنامهٔ تلویزیونی مخصوصی به نام «رویای عاشقانهٔ گرلز جنریشن» را در شبکهٔ ام‌بی‌سی برگزار کرد. این آلبوم موفقیتی تجاری در کره جنوبی بود و در صدر جدول آلبوم‌های گائون قرار گرفت؛ همچنین رتبهٔ نخست جدول آلبوم‌های جهانی بیلبورد را نیز تصاحب کرد. تک آهنگ اصلی این آلبوم نیز در رتبهٔ اول صد آهنگ کره‌ای مجلهٔ بیلبورد و جدول گائون قرار گرفت. این ترانه یازدهمین تک‌آهنگ پرفروش دیجیتال در سال ۲۰۱۳ کره جنوبی با فروش کل ۱٬۳۴۷٬۶۴۲ واحد بود. موزیک ویدیوی من یه پسر تور کردم جایزه ویدیوی سال را در افتتاحیه جایزه موسیقی یوتیوب در سال ۲۰۱۳، با شکست دادن رقبایی همچون سای و جاستین بیبر، به دست آورد. این موضوع باعث جلب توجهٔ رسانه‌های غربی شد، زیرا در آن زمان گرلز جنریشن در مقایسه با سایر نامزدها کمتر شناخته شده بود.
در فوریه ۲۰۱۳، گرلز جنریشن تور کنسرت خود به نام دختران و صلح: دومین تور ژاپن را آغاز کرد. این تور در ۹ فوریه و از کوبه آغاز شد. دی‌وی‌دی همراه آن در سپتامبر ۲۰۱۳ منتشر شد و در فهرست دی‌وی‌دی اوریکون رتبهٔ نخست را کسب کرد و در طی هفته اول، ۵۳٬۲۵۶ نسخه فروش کرد. اولین تور جهانی این گروه، به نام تور جهانی گرلز جنریشن «دختران و صلح»، از ژوئن ۲۰۱۳ تا فوریه ۲۰۱۴ برگزار شد و شامل ده کنسرت در هفت کشور آسیایی بود.
گرلز جنریشن اولین آلبوم ریمیکس خود به نام «ریمیکس بی‌نهایت بهترین گلچین‌ها» را در ماه مارس، و آلبوم زنده‌ای به نام «تور گرلز جنریشن ۲۰۱۱» را در آوریل سال ۲۰۱۳ منتشر کرد. این آلبوم‌ها در رتبهٔ ششم فهرست آلبوم اوریکون و رتبهٔ نخست فهرست آلبوم گائون دست یافتند. سومین آلبوم استدیویی ژاپنی گرلز جنریشن به نام «عشق و صلح» در دسامبر سال ۲۰۱۳ منتشر شد. این آلبوم با فروش بیش از ۱۲۹٬۰۰۰ نسخه در اولین هفتهٔ انتشار، در صدر فهرست آلبوم اوریکون رار گرفت و از انجمن موسیقی ژاپن گواهی طلایی را دریافت نمود. این آلبوم شامل دو تک‌آهنگ «دختران و عشق» و «کهکشان ابرنواختر» بود که به ترتیب در جایگاه چهارم و سوم فهرست تک‌آهنگ اوریکون قرار گرفتند.

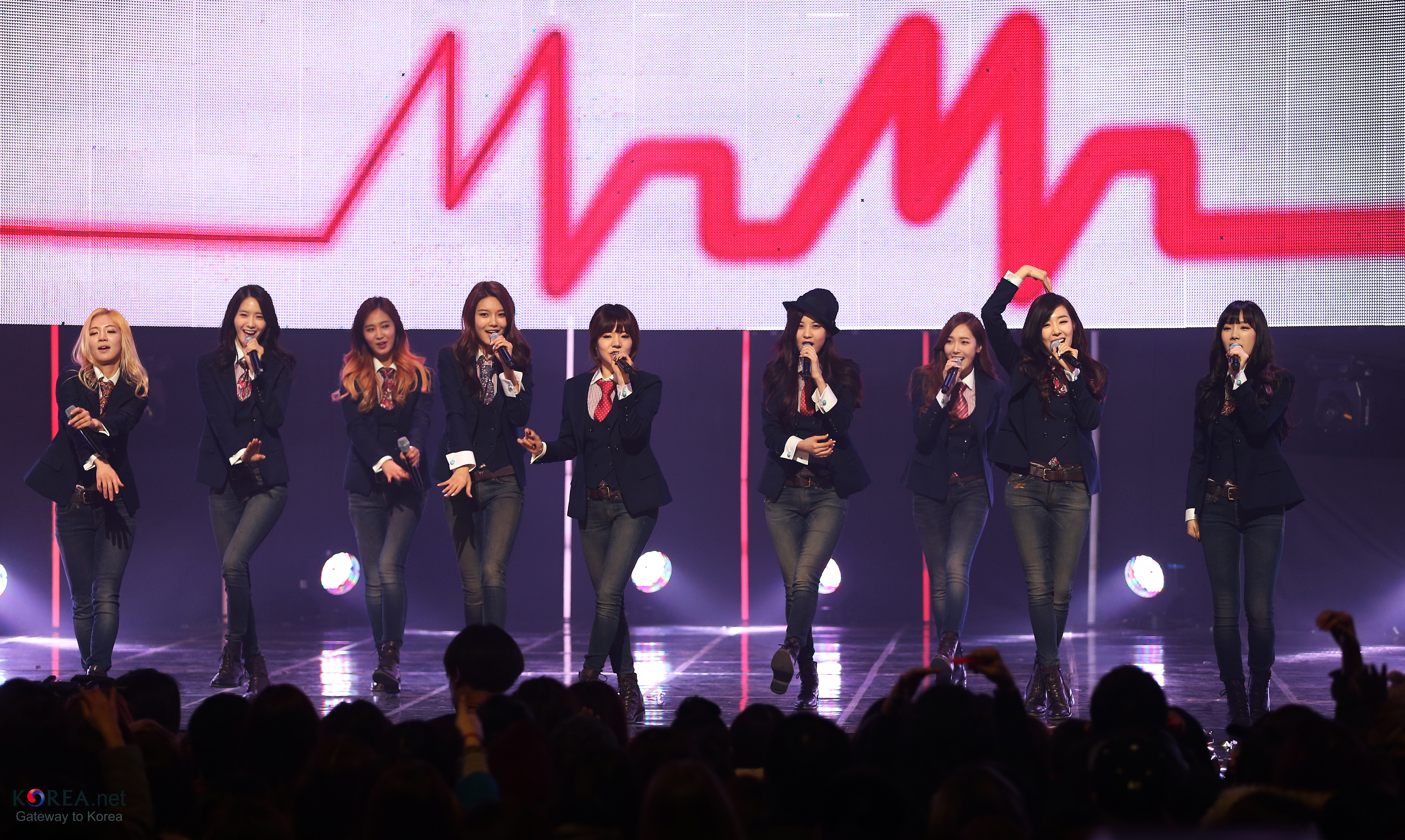
گرلز جنریشن در حال اجرای آهنگ «جناب، جناب» در سال ۲۰۱۴

چهارمین آلبوم چندآهنگه گرلز جنریشن به نام «جناب، جناب» در فوریهٔ ۲۰۱۴ منشر شد؛ و بلافاصله پس از انتشار در رتبهٔ نخست فهرست آلبوم گائون قرار گرفت. این آلبوم چندآهنگه پنجمین آلبوم پرفروش همان سال با فروش ۱۶۳٬۲۰۹ نسخه در کره جنوبی شد. «جناب، جناب» در هفتهٔ اول انتشارش در آمریکا ۳٬۰۰۰ نسخه فروخت و رتبهٔ ۱۱۰ در بیلبورد ۲۰۰ را از آن خود کرد. تک‌آهنگ اصلی این آلبوم نیز در صدر جدول تک‌آهنگ گائون قرار گرفت و با فروش ۹۰۶٬۹۶۲ نسخه، تبدیل به چهل و ششمین تک‌آهنگ دیجیتال پرفروش کره جنوبی در سال ۲۰۱۴ شد.
در ژوئیه ۲۰۱۴، گرلز جنریشن اولین آلبوم بهترین پرفروش‌ترین‌های خود به نام «بهترین» را منتشر کرد که علاوه بر تک‌آهنگ‌های قبلی گروه، شامل چهار تک‌آهنگ جدید به نام‌های «فنا ناپذیر»، «الهی»، «دختران نمایشی» و «واکنش زنجیره ای» بود. این آلبوم برای دو هفتهٔ متوالی صدرنشین فهرست آلبوم اوریکون شد و در ژاپن بیش از ۱۷۵٬۰۰۰ نسخه فروخت. با صدرنشینی «بهترین» در فهرست آلبوم اوریکون، گرلز جنریشن اولین گروه دخترانهٔ غیر ژاپنی شد که سه آلبومش صدرنشین این فهرست شده‌اند. آنها همچنین کنسرت دختران و صلح که در ژاپن بود را نیز در همان ماه به پایان رساندند. با شروع در فوریه ۲۰۱۴ و در شهر فوکوئوکا، گرلز جنریشن در هفت شهر ژاپن، از جمله اوساکا، ناگویا و توکیو، ۱۷ بار اجرا کرد. با سه کنسرت ژاپنی از سال ۲۰۱۱، گرلز جنریشن مجموعاً با جذب ۵۵۰٬۰۰۰ تماشاگر، رکوردی را برای یک گروه دخترانهٔ کره‌ای ثبت کرد.
در ۲۹ سپتامبر سال ۲۰۱۴، جسیکا اعلام کرد که از گروه جدا شده است. اس.ام. انترتینمنت ضمن تأیید این خبر، اظهار داشت که جسیکا، به دلیل اختلاف میان برنامه‌های شخصی اش و گروه، دیگر عضو گرلز جنریشن نیست. گرلز جنریشن پس از آن به عنوان یک گروه هشت نفره ادامه یافت. هشت عضو باقی مانده فعالیت گروه را با برگزاری کنسرت «بهترین - زنده» در ورزشگاه سرپوشیدهٔ توکیو در ۹ دسامبر ۲۰۱۴ ادامه دادند. بلیط‌های این کنسرت به‌طور کامل فروخته شد و ۵۰٬۰۰۰ تماشاگر را جذب کرد. دی‌وی‌دی ضبط‌شدهٔ این کنسرت در آوریل سال ۲۰۱۵ منتشر شد و توانست همزمان صدرنشین هر دو فهرست دی‌وی‌دی و بلوری اوریکون شود.

### ۱۶–۲۰۱۵: «شیردل»

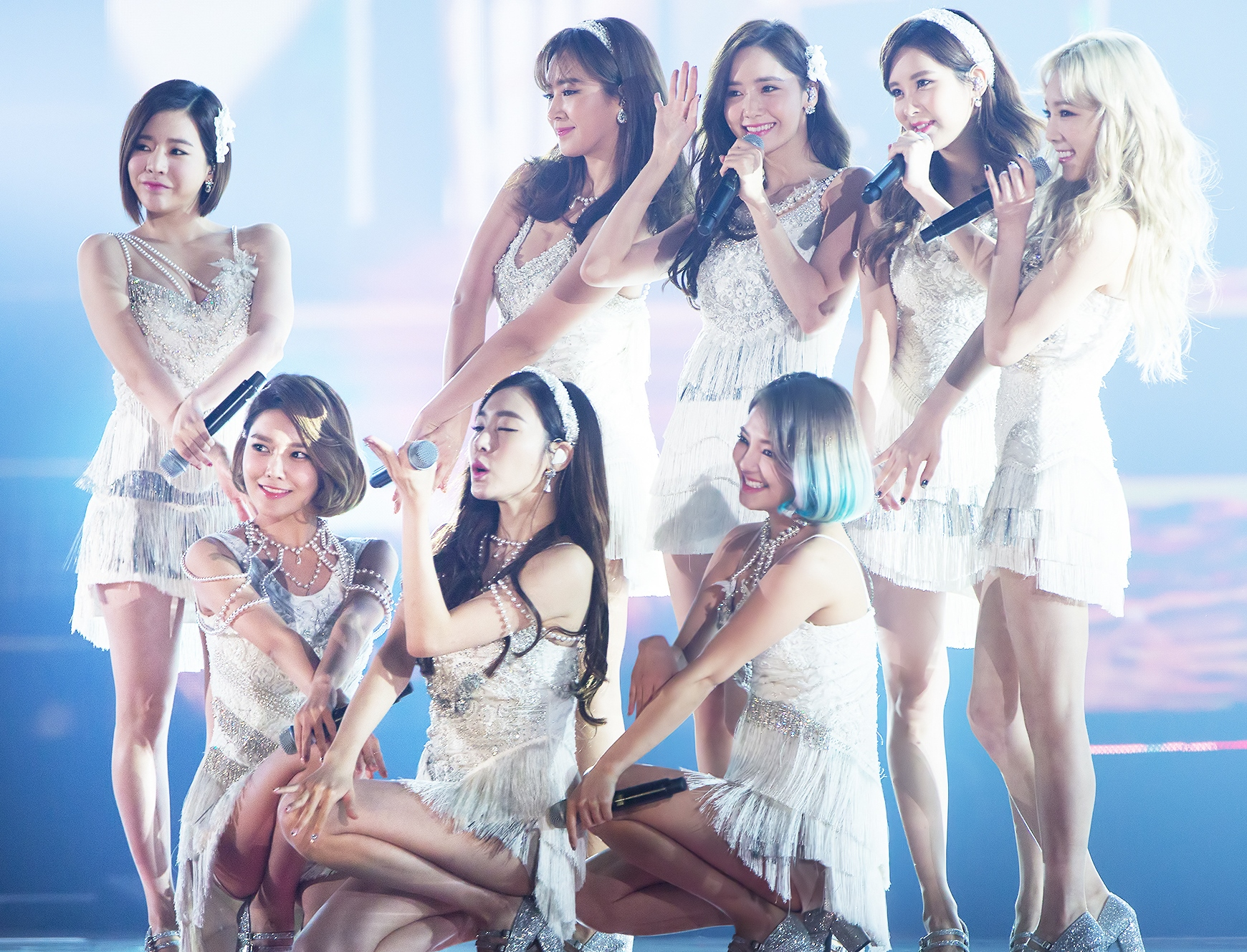
گرلز جنریشن در حال اجرای آهنگ «شیردل» در سال ۲۰۱۵

گرلز جنریشن در مارس سال ۲۰۱۵، از انتشار اولین تک‌آهنگ خود به عنوان یک گروه هشت نفره خبر داد. این تک‌آهنگ که «اگه میتونی منو بگیر» نام داشت، در دو زبان کره‌ای و ژاپنی ضبط شده بود؛ نسخهٔ کره‌ای این ترانه در ۱۰ آوریل در سطح جهانی منتشر شد. این در حالی بود که نسخهٔ ژاپنی در ۲۲ آوریل عرضه گردید. این تک‌آهنگ در رتبهٔ نوزدهم فهرست دیجیتال گائون و رتبهٔ هشتم تک‌آهنگ‌های اوریکون جای گرفت.
گرلز جنریشن در ۱۲ اوت سال ۲۰۱۵ از جلد هنری آلبوم «شیردل»، پنجمین آلبوم استودیویی‌شان، رونمایی کرد. متعاقباً این آلبوم در ۱۹ اوت توسط اس.ام. انترتینمنت منتشر شد و در صدر فهرست آلبوم گائون قرار گرفت. «شیردل» همچنین جایگاه یازدهم از فهرست آلبوم اوریکون قرار گرفت و با فروش ۱۴۵٬۰۴۴ نسخه، پانزدهمین آلبوم پرفروش کره در سال ۲۰۱۵ شد.
«شیردل» سه تک‌آهنگ اصلی داشت - اولین تک‌آهنگ «مهمونی» بود که در ژوئیه ۲۰۱۵ منتشر شد. این آهنگ در صدر فهرست دیجیتال گائون قرار گرفت، در صد آهنگ برتر ژاپن دهم شد و در جدول تک‌آهنگ‌های جهانی بیلبورد جایگاه چهارم را بدست آورد. پس از انتشار «مهمونی»، گرلز جنریشن در تاریخ ۱ اوت ۲۰۱۵، در۵۰ اجتماعی بیلبورد در ردهٔ چهل و چهارم ظاهر شد. هفته بعد، موقعیت گروه در این لیست به شمارهٔ بیست و دوم ارتقا یافت. تک‌آهنگ‌های بعدی، یعنی «شیردل» و «تو فکر کردی» همزمان با انتشار آلبوم در دسترس قرار گرفتند. این تک‌آهنگ‌ها به ترتیب در جایگاه چهارم و سی‌ام فهرست دیجیتال گائون قرار گرفتند.
برای تبلیغ آلبوم، این گروه در یک برنامه تلویزیونی واقع‌نما کره ای به نام «کانال گرلز جنریشن» هنرنمایی کرد. بعد از آن، گرلز جنریشن چهارمین تور کنسرت خود، رویای گرلز جنریشن را که در ۲۱ نوامبر ۲۰۱۵ در سئول آغاز شد، کلید زد. با این دستاورد، گرلز جنریشن اولین گروه دخترانهٔ کره‌ای شد که چهار تور کنسرت برگزار می‌کند. گروه همچنین چهارمین تور کنسرت ژاپن خود را در ۱۲ دسامبر سال ۲۰۱۵ در شهر ناگویا آغاز کرد. در پایان سال، جدول موسیقی گائون اعلام کرد که گرلز جنریشن موفق‌ترین گروه دخترانهٔ کره جنوبی در سال ۲۰۱۵ بوده است. با انتشار آلبوم «شیردل» همراه با دو آلبوم دیگر، یکی توسط زیر گروه تی‌تی‌اس و دیگری توسط رهبر گروه ته‌یئون، آنها با هم مجموعاً بیش از ۳۹۸٬۰۰۰ نسخه فیزیکی فروخته‌اند.

گرلز جنریشن اغلب سال ۲۰۱۶ را به استراحت پرداخت. با این حال، برای گرامیداشت نهمین سالگرد این گروه، در اوت ۲۰۱۶، یک تک‌آهنگ به نام «قایقرانی (۰۸۰۵)» منتشر شد. اشعار این ترانه توسط سویانگ نوشته شده بود و به رابطهٔ میان گروه و طرفدارانشان می‌پرداخت.

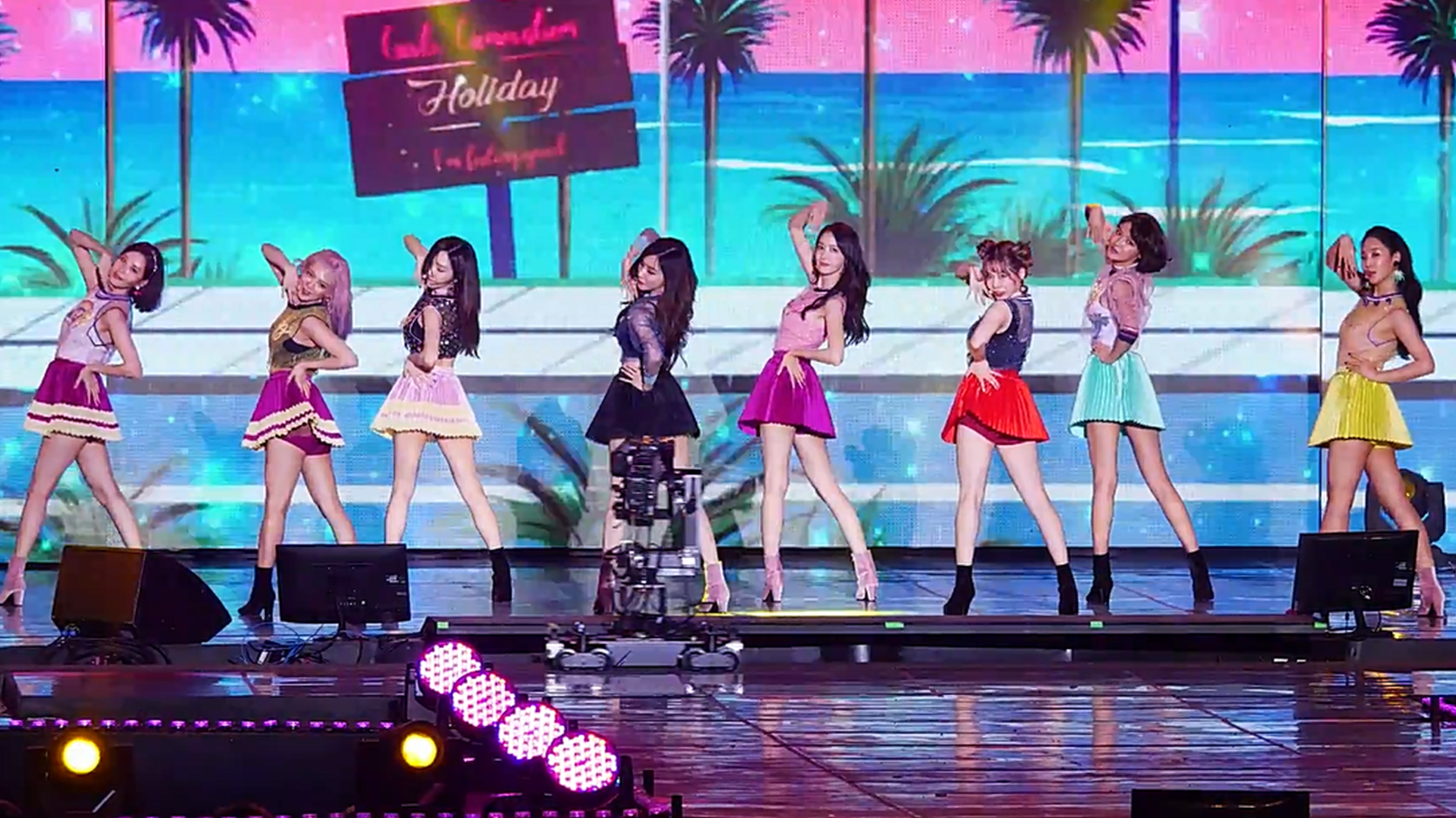
گرلز جنریشن در حال اجرا در سال ۲۰۱۷

### ۲۰۱۷ - اکنون: «شب تعطیلات» و وقفهٔ کاری
در سال ۲۰۱۷ گرلز جنریشن ششمین آلبوم استدیویی خود به نام «شب تعطیلات» را در گرامی‌داشت دهمین سالگرد پایه‌گذاری گروه، منتشر کرد. این آلبوم در ۷ اوت سال ۲۰۱۷ منتشر گردید. در فهرست آلبوم جهانی بیلبورد صدر نشین شد و در فهرست آلبوم گائون جایگاه دوم را بدست آورد. «شب تعطیلات» رکورد آلبوم «پسران» را در فروش هفتهٔ اول شکست و تا پایان سال ۱۶۷٬۶۳۸ نسخهٔ فیزیکی فروخت. بیلبورد در مقاله‌ای که سال ۲۰۱۹ منتشر شد، گرلز جنریشن را در صدر لیست «۱۰ گروه دخترانهٔ برتر کره‌ای دههٔ گذشته» قرار داد.
در اکتبر سال ۲۰۱۷، اس.ام. انترتینمنت اعلام کرد که تیفانی، سویانگ و سئوهیون تصمیم به تمدید قراردادهای خود با این شرکت ندارند و برای تمرکز بر حرفهٔ بازیگری یا فعالیت انفرادی در موسیقی، از این کمپانی جدا خواهند شد. گفته می‌شود با وجود تغییر در کمپانی‌های اعضا، این گروه منحل نشده و فعالیت‌های آیندهٔ این گروه هشت نفره مورد بحث قرار خواهد گرفت.
این گروه در وقفه‌ای نامحدود بود؛ دلیل آن کمک به اعضا برای تمرکز بر فعالیت‌های انفرادیشان بود.
در ۸ سپتامبر سال ۲۰۲۰، ته‌یئون، سانی، یوری، هیویئون و یونآ قرارداد خود را با اس.ام. انترتینمنت تمدید کردند.
در سپتامبر ۲۰۲۱، همهٔ اعضای گرلزجنریشن با حضور در برنامهٔ تلویزیونی «یو کیوئیز آن د بلاک» چهاردهمین سالگرد تولد گروه را جشن گرفتند. این اولین حضور جمعی و کامل آنها بعد از چهار سال بود.

### ۲۰۲۲ - اکنون: پانزدهمین سالگرد و «برای همیشه یکی»
در ماه مه ۲۰۲۲، کمپانی اس.ام. اعلام کرد که گرلزجنریشن برای پانزدهمین سالگرد خود یک بازگشت کامل گروهی خواهد داشت و به وقفهٔ کاری پنج سالهٔ خود پایان می‌دهد. برای شروع تبلیغات سالگرد، اعضا در یک برنامهٔ تلویزیونی سرگرمی به نام «سوشی تم‌تم» شرکت کردند. پخش این برنامه ۸ قسمتی، در ماه ژوئیه و از شبکهٔ JTBC آغاز شد.
هفتمین آلبوم استودیویی کره‌ای آنها، «برای همیشه یکی» در اوت ۲۰۲۲ منتشر شد و در جدول سیرکل رتبه دوم را به خود اختصاص داد. این گروه در کنسرت اس‌ام تاون زنده: اکسپرس ۲۰۲۲ در همان ماه اجرا کردند و همچنین یک کنسرت ویژه به نام «عشق همیشگی» را نیز برگزار کردند. بلیط‌های این کنسرت به سرعت فروخته شد.

## زیرگروه‌ها و فعالیت‌های انفرادی

### گرلز جنریشن-تی‌تی‌اس

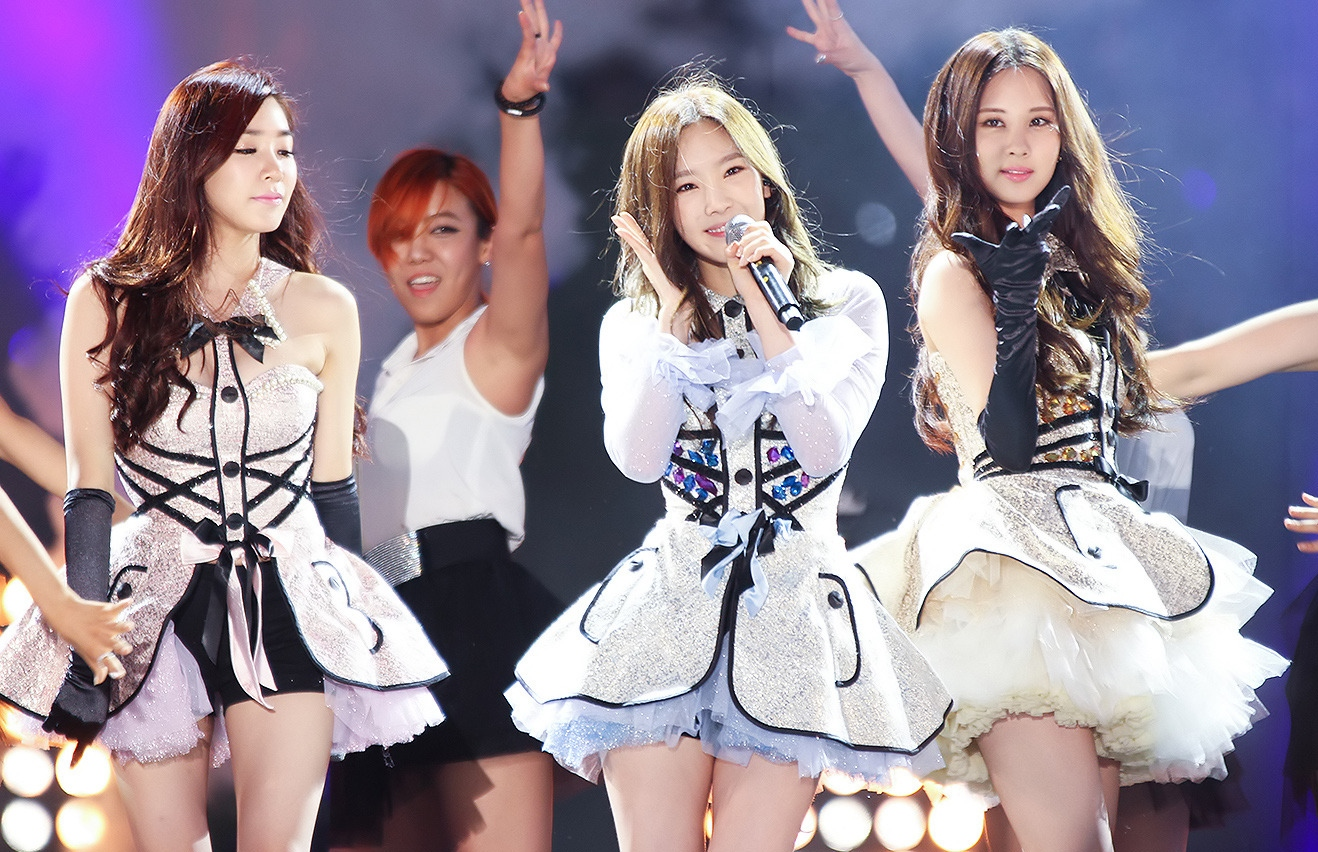
تی‌تی‌اس در سال ۲۰۱۳

در آوریل ۲۰۱۲، اس.ام. انترتینمنت یک زیر گروه از گرلز جنریشن به نام «تی‌تی‌اس» (که به تائه‌تی‌سئو نیز معروف هستند) تشکیل داد که سه عضو آن عبارتند از: ته‌یئون، تیفانی و سئوهیون. تی‌تی‌اس تاکنون سه آلبوم چندآهنگه به نام‌های «چشمک» (می ۲۰۱۲)، «هوار» (سپتامبر ۲۰۱۴) و «بابانوئل عزیز» (دسامبر ۲۰۱۵) منتشر کرده است.

### گرلز جنریشن-اوه! جی‌جی

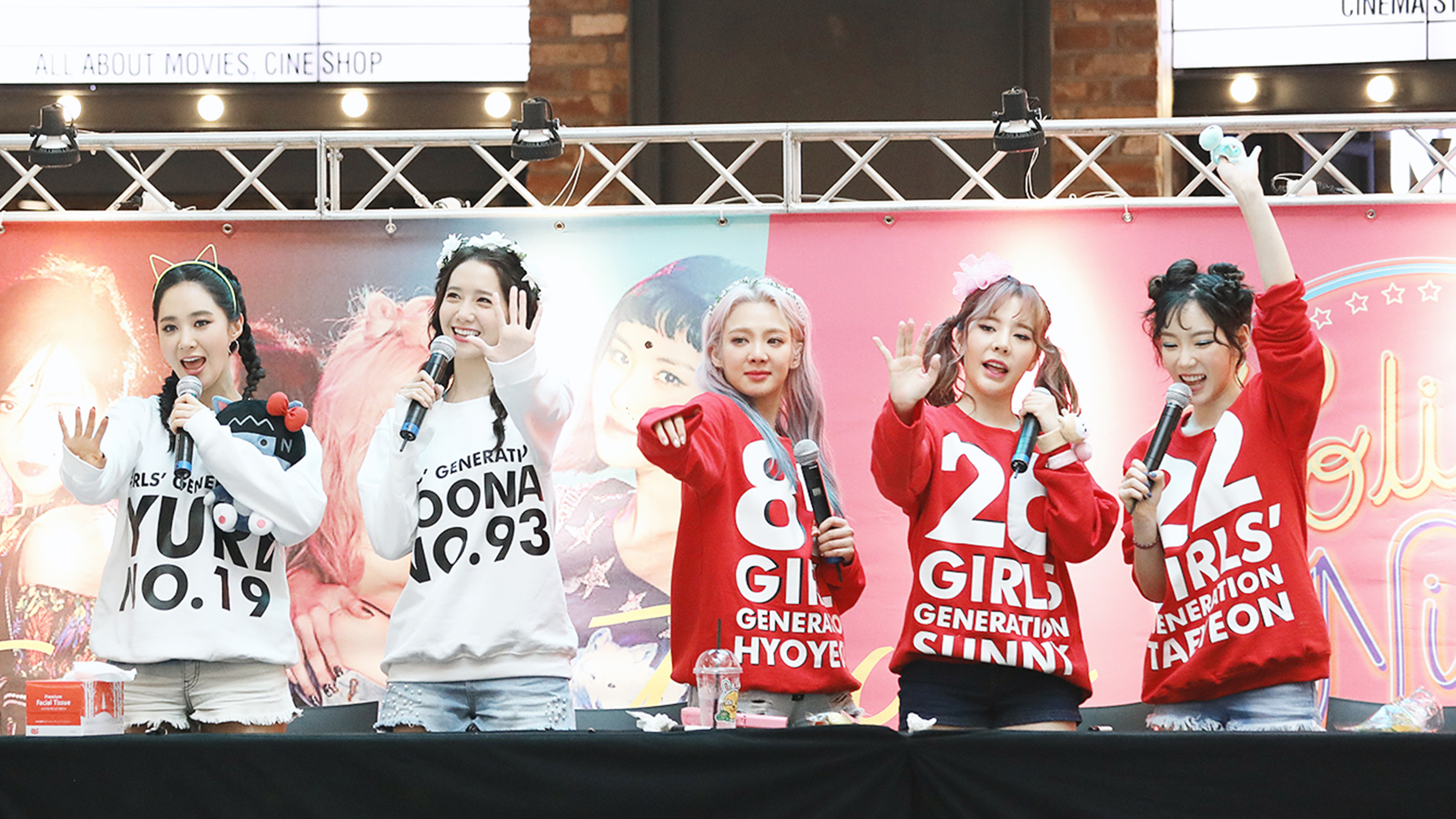
اوه! جی‌جی در سال ۲۰۱۷

در اوت ۲۰۱۸ اس. ام. اینترتینمنت اعلام کرد که زیرگروه جدیدی به نام «اوه! جی‌جی» آغاز به کار خواهد کرد. این زیرگروه از پنج عضو شامل: سانی، ته‌یئون، یونآ، یوری و هیویئون تشکیل شده است. این زیرگروه اولین آلبوم تک‌آهنگ خود به نام «لمس کوچولو» را در پنجم سپتامبر منتشر کرد.

### فعالیت‌های انفرادی
در اواسط سال ۲۰۱۵، اس.ام. انترتینمنت اعلام کرد که ته‌یئون اولین کسی است که حرفهٔ انفرادی خود را آغاز می‌کند و فاش کرد که آلبوم اولش قرار است در همان سال منتشر شود. اولین آلبوم چندآهنگه ته‌یئون به نام «من» در هفتم اکتبر سال ۲۰۱۵ منتشر شد. این آلبوم در جایگاه دوم فهرست آلبوم گائون قرار گرفت. دومین آلبوم چندآهنگه ته‌یئون به نام «چرا» در ژوئیه ۲۰۱۶ منتشر شد. «چرا» در صدر فهرست آلبوم گائون قرار گرفت. ته‌یئون دو آلبوم استدیویی به نام «صدای من» (۲۰۱۷) و «هدف» (۲۰۱۹) منتشر کرده است. او اولین آلبوم کریسمسی و به طورکلی سوم آلبوم چندآهنگهٔ خود به نام «این کریسمس: زمستان در راه است» را در دسامبر ۲۰۱۷ منتشر کرد. چهارمین آلبوم چندآهنگهٔ این هنرمند در ژوئن ۲۰۱۸ منتشر شد، این آلبوم «چیزی جدید» نام داشت. در مه سال ۲۰۱۹، او اولین آلبوم چندآهنگهٔ ژاپنی خود، «صدا»، را منتشر کرد.
به دنبال فعالیت انفرادی موفق ته‌یئون، اعلام شد که تیفانی دومین عضوی ست که فعالیت تکی خود را در مه سال ۲۰۱۶ آغاز می‌کند. اولین آلبوم چندآهنگهٔ تیفانی به اسم «من فقط میخوام برقصم» در ۱۱ ماه مه سال ۲۰۱۶ منتشر شد. بعد از ترک اس.ام. انترتینمت، تیفانی دومین آلبوم چندآهنگهٔ خود، «لب روی لب» را در تاریخ ۲۲ فوریه سال ۲۰۱۹ منتشر کرد.
در ژانویه ۲۰۱۷، سئوهیون با انتشار آلبوم چندآهنگهٔ «نگو نه» در ۱۷ ژانویه، سومین عضو گرلز جنریشن شد که فعالیت انفرادی خود را آغاز می‌کند.
یوری اولین آلبوم تکی خود به نام «صحنهٔ اول» را در ۴ اکتبر سال ۲۰۱۸ منتشر کرد. به این ترتیب یوری چهارمین عضو گرلز جنریشن بود که به صورت رسمی و با یک آلبوم فعالیت تکی را آغاز کرد.
با اینکه یونآ از سال ۲۰۱۶ تک آهنگ‌هایی منتشر کرده بود، اما در ماه مه سال ۲۰۱۹ بود که آلبوم چندآهنگهٔ ویژه‌ای به نام «پیاده‌روی به‌یادماندنی» را منتشر کرد و پنجمین عضو شد که فعالیت انفرادی را آغاز می‌کند.
از سال ۲۰۱۶، هیویئون نیز چندین تک‌آهنگ تحت نام خود و لقبش دی‌جی هیو منتشر کرده است. پس از ترک اس.ام. انترتینمنت، سویانگ اولین تک‌آهنگ انفرادی خود را به نام «نسیم زمستانی» را در دسامبر ۲۰۱۸ منتشر کرد.

## اعضا
| نام هنری | نام هنری | نام اصلی           | نام اصلی  | تاریخ تولد               | موقعیت                                                    |
| فارسی    | کره‌ای    | فارسی              | کره‌ای     | تاریخ تولد               | موقعیت                                                    |
| -------- | -------- | ------------------ | --------- | ------------------------ | --------------------------------------------------------- |
| ته‌یان    | 태연     | کیم ته‌یان          | 김태연    | ۹ مارس ۱۹۸۹ ‏(۳۶ سال)     | رهبر • خواننده اصلی                                       |
| سانی     | 써니     | لی سون‌کیو          | 이순규    | ۱۵ مهٔ ۱۹۸۹ ‏(۳۶ سال)      | خواننده رهبر                                              |
| تیفانی   | 티파니   | استفانی یانگ هوانگ | 티파니 황 | ۱ اوت ۱۹۸۹ ‏(۳۵ سال)      | خواننده رهبر • رپر جانبی                                  |
| هیویان   | 효연     | کیم هیویان         | 김효연    | ۲۲ سپتامبر ۱۹۸۹ ‏(۳۵ سال) | رقصنده اصلی • رپر اصلی • خواننده جانبی                    |
| یوری     | 유리     | کوان یوری          | 권유리    | ۵ دسامبر ۱۹۸۹ ‏(۳۵ سال)   | رقصنده رهبر • رپر رهبر • خواننده جانبی                    |
| سویونگ   | 수영     | چویی سویونگ        | 최수영    | ۱۰ فوریهٔ ۱۹۹۰ ‏(۳۵ سال)   | رقصنده رهبر • رپر رهبر • خواننده جانبی                    |
| یونآ     | 윤아     | ایم یونا           | 임윤아    | ۳۰ مهٔ ۱۹۹۰ ‏(۳۵ سال)      | رقصنده رهبر • رپر رهبر • خواننده جانبی • چهرهٔ گروه • مرکز |
| سوهیان   | 서현     | سو جوهیان          | 서주현    | ۲۸ ژوئن ۱۹۹۱ ‏(۳۴ سال)    | خواننده رهبر • مکنه (جوانترین عضو)                        |

### عضو سابق
| نام هنری | نام هنری | نام اصلی   | نام اصلی  | تاریخ تولد             | موقعیت       |
| فارسی    | کره‌ای    | فارسی      | کره‌ای     | تاریخ تولد             | موقعیت       |
| -------- | -------- | ---------- | --------- | ---------------------- | ------------ |
| جسیکا    | 제시카   | جسیکا جونگ | 제시카 정 | ۱۸ آوریل ۱۹۸۹ ‏(۳۶ سال) | خوانندهٔ اصلی |

## هنرمندی

### سبک‌های موسیقی
سبک موسیقایی گرلز جنریشن معمولاً اکتروپاپ و بابلگام پاپ است اما صدای این گروه ژانرهای متفاوتی مثل هیپ هاپ، آر اند بی و ای‌دی‌ام را شامل می‌شود. تک‌آهنگ‌های ابتدایی گروه مثل «وای»، «آرزوتو بهم بگو» و «اوه!» به عنوان بابلگام پاپ دوست داشتنی تعریف می‌شوند. «وای» همچنین دارای عناصری از تکنو و هیپ هاپ است که توسط ابیگل کووینگتن از ای. وی. کلاب مورد ملاحظه قرار گرفته‌اند. با این وجود، سبک‌های موسیقی گروه تاکنون به‌طور گسترده‌ای متنوع بوده است؛ آنژه ژانگ از دانشگاه نیویورک می‌نویسد: با وجود این که سبک‌های گرلز جنریشن در کره جنوبی «عامه‌پسند» تلقی می‌شوند، اما گروه «از نظر صدایی، بیشتر به سمت موسیقی تجربی رشد کرده است.»

تک‌آهنگ «پسران» که در سال ۲۰۱۱ منتشر شد، از تصویر دوست داشتنی گروه فاصله داشت و زمینه‌ای بالغانه داشت، این ترانه دارای زمینه‌ای از هیپ هاپ بود که با کارهای قبلی گروه متفاوت بود و ژانری بود که برای گرلز جنریشن ناشناخته بود. به گفتهٔ تیم سندرا، منتقد آل میوزیک، «آلبوم «پسران» دارای ترانه‌های رقصی شاد هستند که فضای قوی‌ای از پاپ رادیویی را دارد.» تک‌آهنگ «ملکه رقص» که در سال ۲۰۱۲ منتشر شد، در ژانر فانک-پاپ بود که با که با صدای الکروپاپ همیشگی گروه متفاوت بود. تک آهنگ «من یه پسر تور کردم» در سال ۲۰۱۳ به خاطر سبک موسیقی گلچین شدهٔ خود، با استفاده از ژانرهای مختلفی از بابلگام پاپ، الکتروپاپ و درام اند بیس گرفته تا پاپ-رپ، EDM و دابستپ مورد توجه قرار گرفت. جف بنجامین از بیلبورد این آهنگ را به عنوان «یکی از روبه‌جلوترین ترانه‌های پاپ که در هر کشوری شنیده می‌شود» ستود.

«ما اکنون هیچ تمایلی برای ساختن آهنگی به محبوبیت «وای» نداریم. مطمئناً اگر چنین اتفاقی بیفتد، ما به شدت خوشحال می‌شویم، اما آنچه که ما همچنان برایش تلاش می‌کنیم، اجراست. مزیت اصلی گرلز جنریشن به عنوان یک گروه، اجرا و گروه آوازی‌ست؛ بنابراین ما بیشتر نگران آهنگ‌هایی هستیم که بتواند این دوجنبه را برآورده کند.»

–سویانگ، عضو گروه، در مورد سبک موسیقایی گرلز جنریشن می‌گوید
آلبوم چندآهنگه «جناب، جناب» که در سال ۲۰۱۴ منتشر شد، صداهای «مهیج» آراندبی را با ملودی‌های «جالب و ساده» به نمایش می‌گذارد. آلبوم سال ۲۰۱۵ این گروه، «شیردل» صدای بابلگام پاپی همیشگی گروه را بازگرداند؛ هرچند، سومین تک آهنگ این آلبوم، «تو فکر کردی»، آهنگی هیپ هاپ است که ضرب‌آهنگ‌های ترپ را در موسیقی خود دارد.

### متن و مضامین
اگرچه اکثر ترانه‌های گرلز جنریشن توسط شاعران کمپانی اس.ام. نوشته می‌شود، اما بعضی از اعضا گاهی در ترانه‌سرایی همکاری می‌کنند. یوری شعر ترانهٔ «اشتباه» از آلبوم جیغ را نوشت. سویانگ متن ترانهٔ «عشق تو چقدر عالی است» را نوشت که در آلبوم پسران منتشر شد. سویانگ، یوری و سئوهیون متن ترانه‌های «شاید عزیزم» و «XYZ» را نوشتند و آنها را در آلبوم من یه پسر تور کردم منتشر کردند.
کریس ترو از آل میوزیک مضامین اصلی متن ترانه‌های این گروه را «پارتی» و «دورهمی دخترانه» توصیف می‌کند. ترانه‌های گرلز جنریشن به دلیل به تصویر نکشیدن توانمندسازی زنان و حتی تبلیغ خلاف آن، مورد انتقاد رسانه‌های غربی قرار گرفته است. سیجی لی از مجله فمینیستی فم مضامین «عمومی» گروه‌های دختر کره‌ای مانند واندر گرلز یا گرلز جنریشن را به «جنسیت‌زدگی» متهم می‌کند: «آنها برای بدست آوردن مردان خود را، با نشان‌دادن رفتاری مانند معصومیت‌های کودکانه یا دست وپاچلفتی بودن، تحقیر می‌کنند. این فقط این ایده که زنان موجودات ضعیفی هستند که برای خشنود کردن مردان خدمت می‌کنند و لازم است که مردان به اندازه کافی مرد باشند تا از آنها محافظت کنند، را تقویت می‌کند.» استفان اپشتین از دانشگاه ویکتوریا در ولینگتون و جیمز ترنبول از دانشگاه دونگسئو ابراز نگرانی کردند که اشعار گروه‌های دخترانهٔ کره‌ای ممکن است سؤالات قابل توجهی در مورد ماهیت توانمندسازی «تب گروه‌های دخترانه» ایجاد کند - خصوصاً با تک آهنگ‌هایی مانند «وای» و «اوه!».
سویونگ کیم در روزنامهٔ هاروارد کریمسون نوشت: «ارائه زنان در کی‌پاپ مشکل‌دار بوده است» و «وای» از گرلز جنریشن را به عنوان نمونهٔ آن ترسیم کرد؛ اشعار تکراری «چیکار کنم؟» (어떻게؟)، «احمق» (바보)، یا «نمی‌دونم» (몰라) این آهنگ، نشان می‌دهند که دختران «کودکانی کاملاً سرگردان و گیج» هستند که برای جذب مردان خود را «خوار و خفیف» می‌کنند. وی در ادامه به تک‌آهنگ «من یه پسر تور کردم» به عنوان مظهر اشعار غیر توانمندسازی این گروه اشاره کرد؛ او با اشاره به اشعاری از جمله «من یه پسر تور کردم، اون عالیه / من یه پسر تور کردم، اون مهربونه / یه پسر، یه پسر خوشتیپ، دلمو برده [...] شاهزاده من! / کی نجاتم میدی؟» به این نتیجه رسید که «زنان کی‌پاپ برای اینکه توجه مردان را جلب کنند، آنها را مرکز و محور زندگی خود قرار می‌دهند.»
با وجود انتقادات، از چندین ترانهٔ گرلز جنریشن مانند «فرار کن شیطان، فرار کن»، «جیغ» و «دختر بد» (از آلبوم ژاپنی گرلز جنریشن) برای به تصویر کشیدن «زنان جوان با اعتماد به نفس با نظرات منحصربه‌فرد خود» یاد شده است، که با تک آهنگ‌های اولیهٔ آنها متفاوت است. تک‌آهنگ «پسران» در سال ۲۰۱۱ به خاطر انتقال یک موضوع فمینیستی مورد توجه قرار گرفت و با تک‌آهنگ «دنیا را می‌چرخانند (دختران)» از بیانسه، برای داشتن همان محتوای «توانمندی زنان»، مقایسه شد. ایون‌یانگ جون در کتاب «موج کره‌ای: رسانهٔ کره جهانی می‌شود» اشعار این ترانه را، اشعاری از سوی «زنانی با جرئت جنسیتی» که به جنسیت خود افتخار می‌کنند، دانست.

### وجههٔ عمومی
گرلز جنریشن برای بازآفرینی سبک مد و اجراها در طول حرفه‌اش شناخته شده است. در سال‌های اولیه، این گروه با لباس‌های یونیفورم شکل اجرا می‌کرد. در اولین آهنگشان، «به سوی دنیای جدید»، خود را به عنوان دانش آموزان دبیرستانی معرفی کردند. در سال ۲۰۰۹ و پس از انتشار «وای»، گرلز جنریشن توانست شلوار جین چسبان رنگی را تبدیل به مد روز بکند و بعد از آن با الهام از لباس نیروی دریایی، یونیفورمی را برای آهنگ «آرزتو هم بگو» انتخاب کرد که به پاهای اعضا جلوهٔ بیشتری می‌داد. در سال ۲۰۱۰، تصویر گروه متنوع تر شد: آنها از سبک هلهله‌چی برای آهنگ «اوه!» استفاده کردند؛ این در حالی بود که اجراهایشان برای آهنگ «فرار کن شیطان، فرار کن» (۲۰۱۰) برای انتقال یک سبک تاریک‌تر مورد توجه قرار گرفت و تحت نام «سوشی سیاه» (Black SoShi) شناخته شد. بعداً در همان سال، گروه برای تصویرسازی ترانهٔ «جیغ»، خود را به خوانندگانی باند گرل-شکل تبدیل کردند. در سال ۲۰۱۱، این گروه تصویر «قهرمان زن» را بنا نهاد و اعضا لباس‌های خاص خود را انتخاب کردند و به جای استفاده از لباس‌های یک‌شکل، بر سلیقهٔ خود اعضا تأکید شد. برای اجراهای آهنگ «من یه پسر تور کردم» (۲۰۱۳)، اعضا به جای اینکه از کفش پاشنه بلند همیشگی خود استفاده کنند، کفش‌های تخت را انتخاب کردند تا بتوانند به‌طور صحیح و دقیق رقص را اجرا کنند. تصویرسازی گرلز جنریشن برای تک آهنگ‌های «اگه میتونی منو بگیر» و «تو فکر کردی» به دلیل حرکات پیچیدهٔ رقص و تصویری «قدرتمندتر» و «سکسی» مورد توجه قرار گرفت.

گرلز جنریشن اغلب از خود تصویری «معصومانه» نشان داده است و اجراهای آنها روی صحنه «جوان» و «رنگارنگ» توصیف می‌شود. سیجی لی از فم اظهار داشت که لباس‌های گرلز جنریشن معمولاً پاها را بیشتر از «چاک سینه یا چاک باسن» نشان می‌دهند. ایون یانگ جانگ در کتاب موج کره‌ای تصریح کرد که تصویر کلی این گروه در دو دسته اصلی قرار می‌گیرند: «معصوم، دوست‌داشتنی، خوشحال» (تک‌آهنگ‌های اولیه مثل آرزوتو هم بگو، وای، اوه!) و تصویر «بالغانه‌تر، اما نه بیش از حد سکسی، زنانه» (تک‌آهنگ‌های بعدی مثل فرار کن شیطان، فرار کن و جیغ). یک نویسنده در سرویس فرهنگ و اطلاع‌رسانی کره‌ای، تصویر این گروه را الهه‌های «سکسی» و «دخترانه» می‌داند که نزدیک شدن به آنها دشوار است. جان سیبروک از نیویورکر گرلز جنریشن را «گروهی از زنان جوان فارغ‌التحصیل شده از یک مدرسهٔ اعیان که در شلوارهای چسبان می‌پوشند» توصیف کرد. وی افزود «وقتی آنها شلوار تنگ و کوتاه می‌پوشند، برای نشان دادن پاهایشان است نه باسنشان». مجله نیویورک اظهار داشت: «طبق گفتهٔ مدیران و طرفداران، جذابیت [گرلز جنریشن] موسیقی آنها نیست، البته که موسیقی‌آنها جذاب و گیرا است. در عوض، گروه فروتنی خاصی را ارائه می‌دهد که به طرفداران خود این توهم را می‌بخشد که «وقتی آنها را روی صحنه می‌بینید، مانند این است که آنها به دیدن شما آمده‌اند.» تیلور گلاسبی از دیزد اظهار داشت که نه تنها تصویر و موسیقی اولیهٔ «خالص» این گروه جذاب بوده، بلکه شخصیت اعضا به عنوان یک کلیت که «به طرز منحصر به فردی تجربهٔ یک گروه دخترانه بودن را به یک رابطه خانوادگی صمیمی تبدیل و تحکیم کرده‌اند.» و خاطرنشان کرد که «هواداران آنها به همهٔ اعضا به عنوان «خواهر، الگو و نماد» نگاه می‌کنند». تیفانی در مورد بررسی عموم مردم دربارهٔ تصویر فیزیکی این گروه، اظهار داشت:
در ابتدا آزارتان می‌دهد حتی اگه بگویید اینطور نیست. اما فکر می‌کنم اگر می‌خواهید از مرزها فراتر بروید، باید این موارد را تحمل کنید و از آنچه دارید لذت ببرید. در ابتدا تماشای همهٔ این موارد دردناک بود اما اکنون من آن را یا به عنوان یک انتقاد سازنده می‌بینم یا زحمت نمی‌کشم که حتی به آن نگاه کنم.

## میراث
«ما در ابتدا همیشه این را بین خودمان می‌گفتیم. محبوبیت، مانند فصل‌ها، می‌آید و می‌رود. اگر برای یکی از ما بهار باشد، بهتر است مغرور نشویم. محبوبیت فردی مهم نیست، بلکه ماندگاری تیم مهم است. اگر هر یک از ما کارمان را خوب انجام دهیم، گرلز جنریشن کارش را خوب انجام داده است.»

- سانی دیدگاه گروه در مورد محبوبیتشان را بیان می‌کند
گرلز جنریشن به عنوان چهره‌ای برجسته در فرهنگ کره جنوبی و موج کره‌ای شناخته شده است. در کره جنوبی، آنها به عنوان گروه دخترانه‌ای شناخته شده‌اند که بعد تصرف صنعت موسیقی کره توسط گروه‌های پسرانه در ۲۰۰۲ تا ۲۰۰۷، توانستند توجه عموم را به سمت گروه‌های دخترانه برگردانند. سی‌ان‌ان از این گروه به عنوان «پدیده ملی» در کره جنوبی یاد کرد و آنها را «نسخهٔ آسیایی» گروه اسپایس گرلز نامید. تایلر برولو در لیستی برای فایننشیال تایمز، این گروه را به عنوان یکی از ده شخصیت معروف جنوبی برگزید؛ گرلز جنریشن تنها شخصیت موسیقایی این لیست بود. مجله ژاپنی نیکی بیزینیس اظهار داشت که گسترش و موفقیت بین‌المللی این گروه معادل موسیقایی پیشرفت جهانی سامسونگ بوده است.

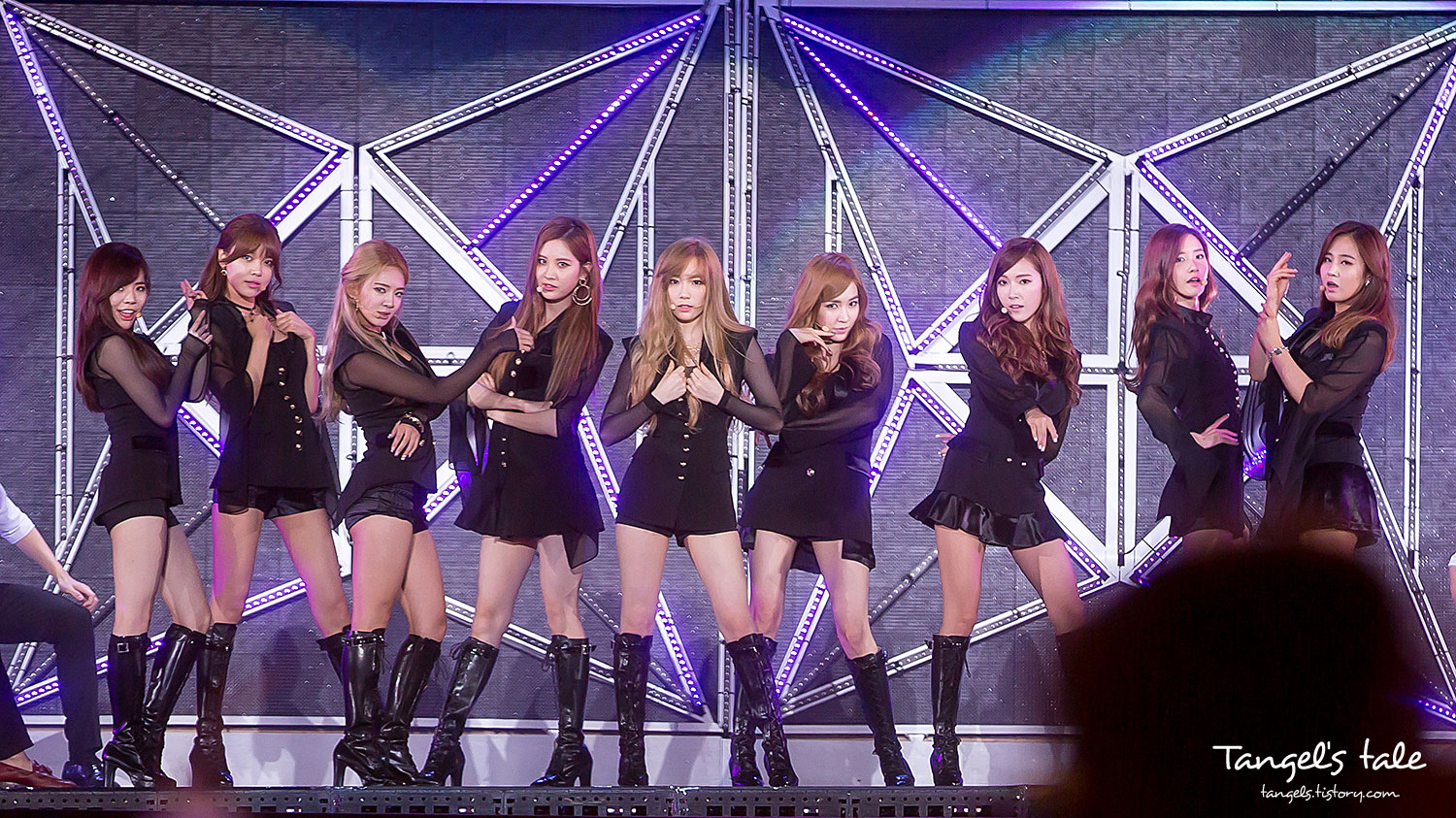
گرلز جنریشن در کنسرت سال ۲۰۱۴ شهر اس.ام.

محبوبیت بی نظیر گرلز جنریشن در کره جنوبی، عناوین «خوانندگان ملی» (국민 가수) و «گروه دخترانهٔ ملی» (국민 걸 그룹) را برایشان به ارمغان آورده است. موفقیت آنها در گروه‌های مختلف دخترانهٔ نسل جدید از جمله جی‌فرند، ملودی دی و ای‌پینک تأثیر گذاشته است. با بررسی لیست صاحبان قدرت فوربز در کره جنوبی، این گروه از سال ۲۰۱۰ تا ۲۰۱۶ در بین ده هنرمند قدرتمند بوده است و سه بار در صدر این لیست قرار گرفته است. (۲۰۱۱، ۲۰۱۲، ۲۰۱۴) گرلز جنریشن از سال ۲۰۰۷ تا ۲۰۱۶، به‌طور مداوم در پنج رتبهٔ اول «هنرمند سال» گالوپ کره و سه بار در صدر این لیست قرار گرفت. (۲۰۰۹، ۲۰۱۰، ۲۰۱۱) نشریه سیسا این گروه را به عنوان بانفوذترین هنرمندان‌های سال ۲۰۱۱ و ۲۰۱۲ معرفی کرد. در حالی که آسیا امروز این گروه را در لیست ۵۰ رهبران قدرت کره در سال ۲۰۱۱ قرار داد. در سال ۲۰۱۱، گرلز جنریشن توسط انستیتوی مطالعات صنعتی سیاست‌های کره جنوبی به عنوان یکی از «اَبَر برندهای» کره جنوبی شناخته شد. همچنین در سال ۲۰۱۵، توسط سازمان محتوای خلاق کره به عنوان یکی از ۵ گروهی که طی دو دهه گذشته موسیقی کره را به بهترین وجه نمایندگی کرده است، انتخاب شد. گرلز جنریشن همچنین اولین فرد مشهور است که تمبرهای پستی رسمی‌اش توسط مرکز پست کره توزیع شده است.
تک‌آهنگ «وای» توسط ملون در سال ۲۰۰۹ «آهنگ دهه» انتخاب شد و براساس گوگل آمار، به عنوان یکی از اولین ترانه‌های کره‌ای است که توجه بین‌المللی را به خود جلب کرد. ایان مارتین از ژاپن تایمز خاطرنشان کرد که محبوبیت این گروه حتی پس از افول موج کره‌ای در ژاپن در سال‌های ۱۲–۲۰۱۱، همچنان قوی بود. در طی سال‌های ۲۰۰۹ تا ۲۰۱۱، این گروه مولد ۶۸٫۸ میلیارد پوند (۶۲ میلیون دلار آمریکا) درآمد و ۲۰ میلیون دلار سود کسب کرده و به عنوان سودآورترین گروه کمپانی‌شان شناخته شدند. تا سال ۲۰۱۲، گرلز جنریشن بیش از ۳۰ میلیون تک‌آهنگ دیجیتالی و ۴٫۴ میلیون آلبوم فروخته‌اند و آنها را به یکی از پرفروش‌ترین هنرمندان کره جنوبی تبدیل کرده‌اند. آهنگ‌های آنها به عنوان آهنگ‌های اصیل کی‌پاپی شناخته شده‌اند: پیچفورک ترانهٔ «من یه پسر تور کردم» و «وای» را در لیست ۲۰ آهنگ ضروری کی‌پاپ قرار داد و از آنها به عنوان «شاه‌اثر» موسیقی مدرن کره یاد کرد. اسپین «فرار کن شیطان، فرار کن» و «وای» را به ترتیب یازدهمین و پنجمین آهنگ برتر کی‌پاپ نامید؛ در حالی که کانال یوتیوب واچ‌موجو ترانهٔ «وای» را در لیست ۱۰ آهنگ برتر نمادین کره، در جایگاه دوم قرار داد. بیلبورد نیز «من یه پسر تور کردم» را در رتبهٔ ۲۱ در لیست ۱۰۰ آهنگ برتر گروه‌های دخترانه دنیا قرار داد و آن را «مدرکی دانست که ثابت می‌کند موسیقی گروه‌های دخترانه از جنبهٔ ایجاد هیجان و شکستن مرزها، سطح منحصر به خود را دارند.»
گرلز جنریشن نخستین گروه دخترانه‌ای شد که تا سال ۲۰۱۵، چهار نماهنگ با بیش از ۱۰۰ میلیون بازدید در یوتیوب را ثبت کرده است و در سال ۲۰۱۶ به اولین گروه دخترانهٔ آسیایی تبدیل شد که پنج نماهنگ با بازدید بیش از ۱۰۰ میلیون دارد. بیلبورد باکس‌اسکور گزارش داد که تا سال ۲۰۱۶، گرلز جنریشن برترین گروه دخترانهٔ کره‌ای برگزارکنندهٔ تور بوده است. پنج تور کنسرت آنها در بین ده تور پرمخاطب گروه‌های دخترانه تا سال ۲۰۱۶ قرار گرفت: عشق و صلح (۲۰۱۴؛ ۳۱٫۶ میلیون دلار)، رؤیای گرلز جنریشن (۲۰۱۵؛ ۲۲٫۳ میلیون دلار)، دختران و صلح: دومین تور ژاپن (۲۰۱۳؛ ۲۱٫۵ میلیون دلار)، اولین صحنهٔ ژاپن (۲۰۱۱؛ ۱۴٫۹۸ میلیون دلار) و تور جهانی دختران و صلح (۲۰۱۳؛ ۱۴٫۹۷ میلیون دلار). این گروه در جشنوارهٔ دیسک طلایی موفق به کسب دو جایزهٔ آهنگ سال (۲۰۰۹ و ۲۰۱۱) و یک جایزهٔ آلبوم سال (۲۰۱۰) شد و آنها را به اولین گروه دخترانه در تاریخ این جشنواره تبدیل کرد که سه بار پیاپی برنده جایزهٔ اصلی می‌شود و تنها گروه دخترانه‌ای شد که تا کنون برندهٔ آلبوم سال شده است. آنها همچنین در جشنوارهٔ موسیقی سئول دوبار جایزهٔ آهنگ سال را از آن خود کردند و در جشنوارهٔ موسیقی ام‌نت سال ۲۰۱۱ توانستند هر دو عنوان هنرمند سال و بهترین گروه دخترانه را از آن خود کنند. رکوردهای جهانی گینس در نسخهٔ ۲۰۱۸ خود، گرلز جنریشن را به عنوان هنرمندی که بیشترین تعداد جایزه را در جشنوارهٔ موسیقی ملون کسب کرده است، به رسمیت شناخت (مجموعاً ۱۳ جایزه).

## در عرصهٔ تبلیغات

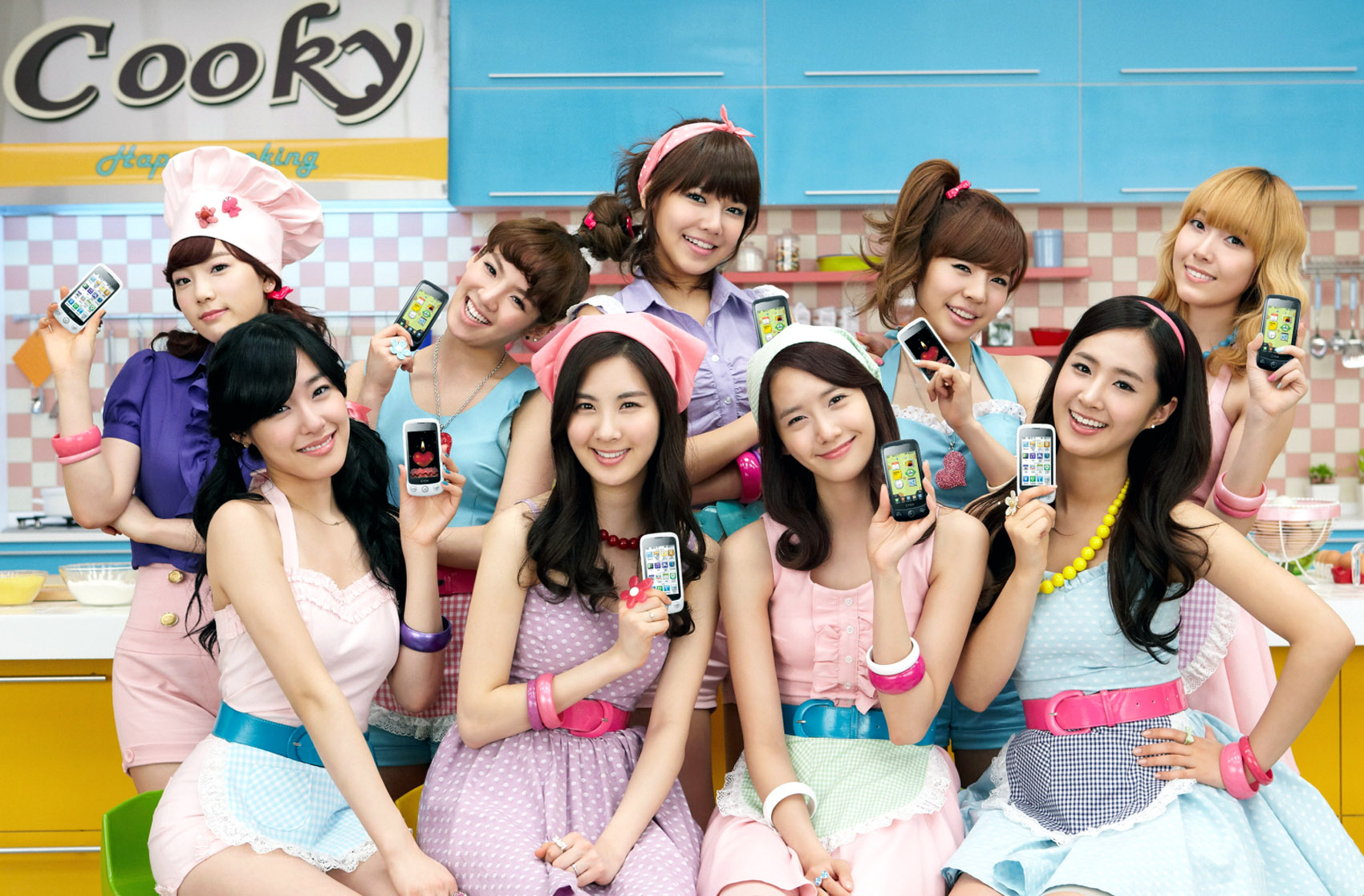
گرلز جنریشن در آگهی تبلیغاتی برای تلفن کوکی از شرکت ال‌جی در سال ۲۰۱۰

گرلز جنریشن به عنوان یکی از تبلیغ کنندگان برتر در کره جنوبی در نظر گرفته می‌شود. بازاریابان این گروه را به لقب مدل‌هایی با بیشترین تأثیر در مصرف‌کننده نامگذاری کرده‌اند و دلیل توجه مثبت عموم به این گروه را به قدرت خوانندگی، ظاهر و خوش‌پوشی‌شان نسبت داده‌اند. در سال ۲۰۰۹، محبوبیت ترانهٔ «وای» به این گروه کمک کرد تا ۱٫۵ میلیارد پوند (۱٫۲ میلیون دلار) درآمد کسب کند. در سال ۲۰۱۱ و ۲۰۱۲، اعضای گرلز جنریشن، در صدر لیست افراد مشهور کره‌ای با بیشترین تعداد ضبط آگهی تبلیغاتی بودند. این گروه در بیش از چهل مورد تبلیغ ظاهر شده است - عمده‌ترین آنها شامل ال‌جی، اینتل، مرغ کره‌ای زنجیره‌ای گوبنه چیکن، کاسیو، سامانتا تواسا، دومینوز پیتزا و لوته است. آنها همچنین برای ایجاد برند تجاری عطر خود که «دختر» نام داشت، با مرکز خرید کره‌ای ۱۰ کورسو کومو سئول همکاری کردند.

## ترانه‌شناسی
| آلبوم‌های کره‌ای - گرلز جنریشن (۲۰۰۷) - اوه! (۲۰۱۰) - پسران (۲۰۱۱) - من یه پسر تور کردم (۲۰۱۳) - شیردل (۲۰۱۵) - شب تعطیلات (۲۰۱۷) - برای همیشه ۱ (۲۰۲۲) | آلبوم‌های ژاپنی - گرلز جنریشن (۲۰۱۱) - دختران و صلح (۲۰۱۲) - عشق و صلح (۲۰۱۳) |

## تورها
| تورهای اصلی تورهای آسیایی تور آسیایی گرلز جنریشن: به سوی دنیای جدید (۲۰۰۹–۲۰۱۰) [ ۲۹۲ ] تور آسیایی سال ۲۰۱۱ گرلز جنریشن (۲۰۱۱–۲۰۱۲) [ ۲۹۳ ] تور جهانی گرلز جنریشن: دختران و صلح (۲۰۱۳– ۲۰۱۴) [ ۲۹۴ ] رؤیای گرلز جنریشن (۲۰۱۵–۲۰۱۶) [ ۲۹۵ ] تورهای ژاپنی اولین تور صحنهٔ ژاپن (۲۰۱۱) [ ۲۹۶ ] دختران و صلح: دومین تور ژاپنی (۲۰۱۳) [ ۲۹۷ ] سومین تور ژاپنی گرلز جنریشن (۲۰۱۴) [ ۱۲۰ ] کنسرت‌های ویژه «بهترین‌های زنده» گرلز جنریشن در توکیو دام [ ۲۹۸ ] | - شهر اس.ام. زنده: هشت (۲۰۰۸–۲۰۰۹) - تور جهانی شهر اس.ام. زنده: ده (۲۰۱۰–۲۰۱۱) - تور جهانی شهر اس.ام. زنده: سه (۲۰۱۲–۲۰۱۳) - هفتهٔ شهر اس.ام. (۲۰۱۳) - تور جهانی شهر اس.ام. زنده: چهار (۲۰۱۴–۲۰۱۵) - تور جهانی شهر اس.ام. زنده: پنج (۲۰۱۶) - تور جهانی شهر اس.ام. زنده: شش (۲۰۱۷) |